# 굽타 제국
굽타 제국은 서기 4세기 초부터 서기 6세기 후반까지 존재했던 고대 인도 제국이다. 서기 약 319년부터 467년까지 인도 아대륙의 대부분을 지배하며 전성기에 이르렀다. 이 시기는 역사가들에 의해 인도의 황금기로 간주된다. 굽타 왕조는 스리굽타 왕에 의해 개창되었다. 왕조의 가장 주목할만한 통치자는 찬드라굽타 1세, 사무드라굽타, 찬드라굽타 2세 및 스칸다굽타였다. 서기 5세기 산스크리트어 시인 칼리다사는 파라시카 왕국, 후나 왕국, 캄보자 왕국, 서부와 동부 옥수스 계곡에 위치한 부족, 킨나라 왕국, 키라타 및 기타 왕국을 포함하여 인도 안팎에서 약 21개 왕국을 정복한 굽타를 칭송한다.
이 시기의 최고점은 주로 사무드라굽타, 찬드라굽타 2세, 쿠마라굽타 1세의 통치 기간 동안 일어난 위대한 문화적 발전이다. 마하바라타와 라마야나와 같은 많은 힌두 서사시와 문학 자료가 이 시기에 시성되었다. 굽타 시대는 칼리다사, 아리아바타, 바라하미히라, 바차야나와 같은 많은 학문 분야에서 큰 발전을 이룬 학자들을 배출했다. 과학과 정치 행정은 굽타 시대에 새로운 정점에 도달했다. 이 기간은 "인도뿐만 아니라 국경 너머까지 예술의 전체 후속 과정을 결정하는 형식과 취향의 기준을 설정"한 건축, 조각 및 회화 분야의 성과를 낳았다. 강력한 무역 관계는 또한 지역을 중요한 문화 중심지로 만들었고 인도와 동남아시아의 인근 왕국과 지역에 영향을 미칠 기지로 이 지역을 설립했다. 다양한 주제에 대한 초기의 긴 시인 푸라나도 이 시기에 기록된 텍스트에 투입된 것으로 생각된다. 통치자들은 힌두교를 숭상했고 브라만은 굽타 제국에서 번성했지만 굽타는 다른 신앙을 가진 사람들도 용인했다.
제국은 중앙아시아에서 온 후나족(키다라족과 알촌 훈족)의 침략은 물론 이전의 봉건제국으로 인한 영토와 제국의 권위를 크게 상실하는 등의 요인으로 인해 결국 멸망했다. 6세기 굽타 제국이 무너진 후 인도는 다시 수많은 지역 왕국의 통치를 받았다.

## 기원
굽타의 고향은 불확실하다. 한 이론에 따르면, 그들은 초기 굽타 왕의 비문과 동전 저장고의 대부분이 발견된 오늘날의 우타르프라데시주의 낮은 도압 지역에서 유래했다고 한다.  이 이론은 초기 굽타 왕의 영토를 갠지스 분지의 프라야가, 사케타, 마가다 지역으로 언급하는 지지자들이 주장하는 푸라나에서도 뒷받침된다.
또 다른 저명한 이론은 7세기 당나라 불교 승려 의정의 설명에 근거하여 갠지스 분지의 현재 벵골 지역에 있는 굽타 고향을 찾는다. 의정에 따르면 실리급다 왕(스리굽타와 동일시됨)은 밀률가실타발나사(蜜栗伽悉他鉢娜寺, Mrgasthāvana) 근처에 중국인 순례자들을 위한 절을 지었다고 한다. 의정은 이 사원이 날란다에서 동쪽으로 40요자나 이상 떨어진 곳에 위치했다고 말한다. 이는 현대 벵골 지역 어딘가에 위치했음을 의미한다. 또 다른 주장은 초기 굽타 왕국이 서쪽의 프라야가에서 동쪽의 북부 벵골까지 확장되었다는 것이다.
굽타 기록에는 왕조의 바르나(사회 계급)가 언급되어 있지 않다. AS 알테카르  같은 일부 역사가들은 특정 고대 인도 텍스트가 바이샤 바르나 구성원에 대해 "굽타"라는 이름을 규정하기 때문에 바이샤 기원이라고 이론화했다. 역사가 RS 샤르마에 따르면 전통적으로 무역과 관련이 있었던 바이샤는 이전 통치자의 압제적인 세금에 저항한 후 통치자가 되었을 수 있다. 바이샤-기원 이론의 비평가들은 접미사 굽타(Gupta)가 이전과 굽타 기간 동안 여러 비바이샤의 이름에서 특징지어지며 왕조 이름 "굽타"는 단순히 가족의 첫 번째 왕 굽타에서 파생되었을 수 있다. SR 고얄과 같은 일부 학자들은 굽타가 브라만과 결혼 관계를 가졌기 때문에 브라만이었다고 이론화하지만, 다른 학자들은 이 증거가 결정적이지 않다고 거부한다. 굽타 공주 프라바바티굽타의 푸네와 리다푸르 비문에 근거하여, 일부 학자들은 그녀의 친고트라(종족)의 이름이 "다라나"라고 믿지만, 이 비문들의 다른 해석은 다라나가 그녀의 어머니 쿠베라나가의 고트라였음을 시사한다.
그러나 네팔과 데칸에서의 최근 발굴은 굽타 접미사가 아비라 왕들 사이에서 일반적이었고, 역사가 DR 레그미는 굽타 황실과 네팔의 아비라 굽타를 연결한다는 것을 밝혔다. 바가바탐에서는 굽타 왕조를 아비르라고 불렀다.

## 역사

### 초기 통치자

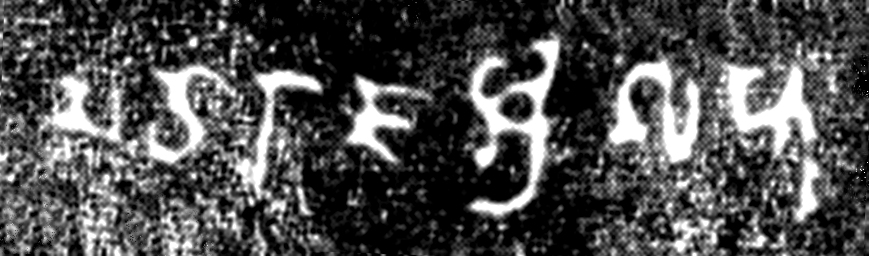
굽타 문자 비문의 마하라자 스리 굽타(_{}). 왕조의 첫 번째 통치자인 스리굽타 왕을 언급한다. 서기 350년 사무드라굽타가 알리하바드에 세운 비문.

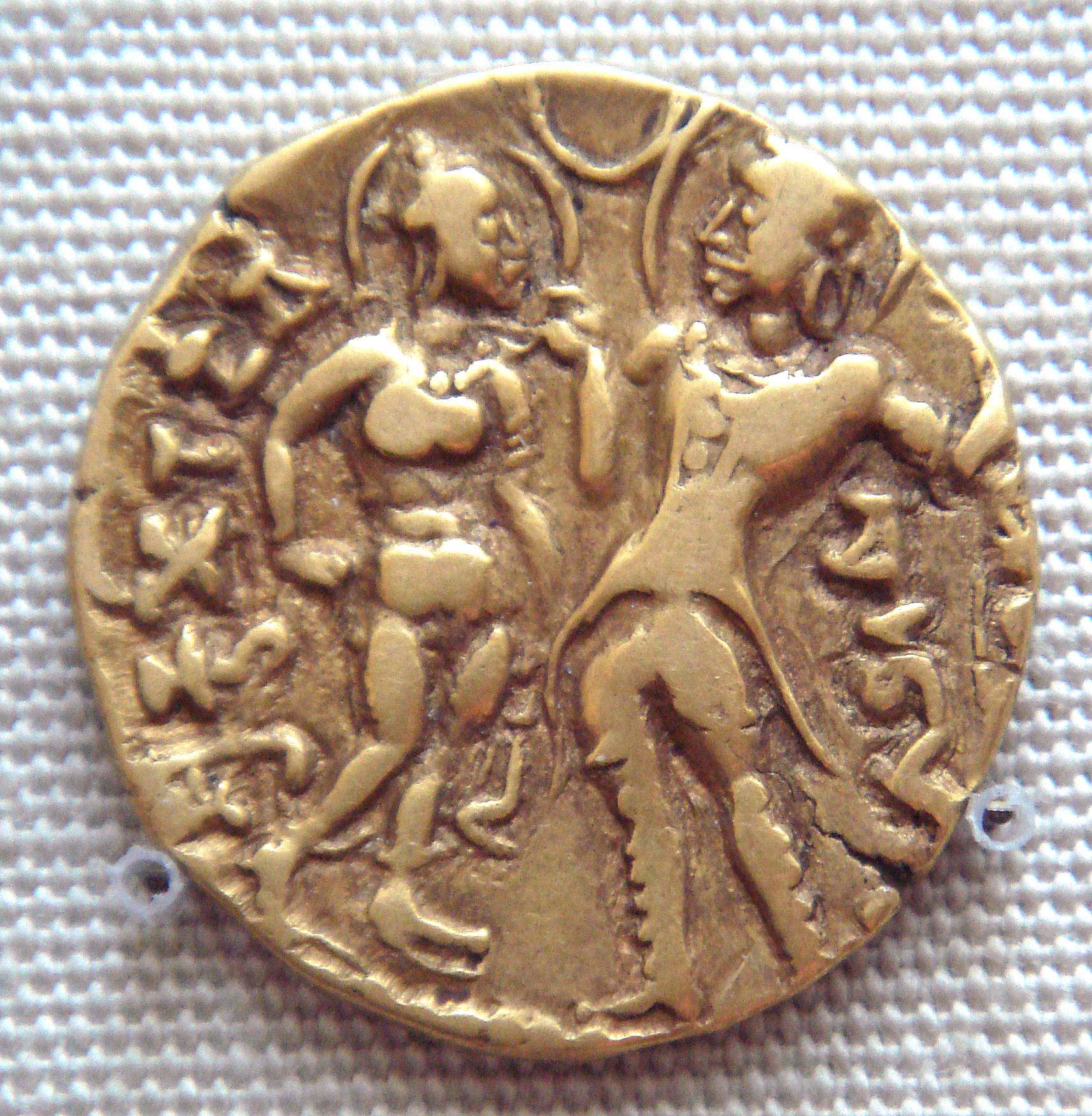
금화에 묘사된 쿠마라데비 왕비와 찬드라굽타 1세 왕.

굽타(굽타 문자: , fl. 서기 3세기 후반)는 굽타 왕조의 초대 국왕이다. 굽타의 즉위 시기는 학자에 따라 3세기 중반에서 후반까지 다양하게 추정되고 있다. 굽타 왕조의 개창자인 스리굽타는 서기 240년부터 280년까지, 그의 아들인 가토트카차는 서기 280년부터 319년까지, 가토트카차의 아들 찬드라굽타는 서기 319년부터 335년까지 왕조를 다스렸다. "실리급다(室利笈多)"는 7세기 당나라 승려 의정이 언급한 왕의 이름으로 "스리굽타"( IAST : Śrigupta)의 번역어로 여겨지며 "스리"는 경칭 접두사이다. 의정에 따르면 이 왕은 밀률가실타발나사(蜜栗伽悉他鉢娜寺, Mrgasthāvana) 근처에 중국 불교 순례자들을 위한 절을 세웠다.
알리하바드 기둥 비문에서 굽타와 그의 후계자 가토트카차굽타는 마하라자("대왕")로 묘사되고 다음 왕 찬드라굽타 1세는 마하라자디라자("대왕중왕")라고 묘사된다. 후기에는 마하라자라는 칭호가 봉건 통치자들에 의해 사용되었으며, 이는 굽타와 가토트카차가 아마도 쿠샨 제국의 봉신이었다는 주장으로 이어졌다. 그러나 굽타 이전과 굽타 이후 시대에 마하라자라는 칭호를 사용하는 최고 주권자의 여러 사례가 있으므로 확실하게 말할 수 없다. 다만, 굽타와 가토트카차가 찬드라굽타 1세보다 낮은 지위를 가졌고 덜 강력했다는 것은 의심의 여지가 없다.
찬드라굽타 1세는 리차비 공주 쿠마라데비와 결혼했는데, 이는 그가 그의 정치적 권력과 지배권을 확장하는데 도움이 되었을 수 있으며, 그가 마하라자디라자라는 황실 칭호를 채택할 수 있게 해주었다. 왕조의 공식 기록에 따르면 그의 아들인 사무드라굽타가 제위를 계승했다.  그러나 카차라는 굽타 통치자가 발행한 동전의 발견은 이 주제에 대한 약간의 논쟁을 불러일으켰다. 한 이론에 따르면 카차는 사무드라굽타의 별명이다. 또 다른 이론은 카차가 왕좌에 대한 경쟁 주장자였다는 것이다.

### 사무드라굽타
사무드라굽타는 서기 335년 또는 350년경에 그의 아버지를 계승하여 서기 375년까지 제국을 통치했다. 그의 신하가 작성한 알리하바드 칙령 비문은 그를 광범위한 정복자로 인정한다. 비문은 사무드라굽타가 나가족을 포함하여 북부 지역인 아리아바르타의 8왕을 뿌리뽑았다고 주장한다. 또한 그가 인도 중부에 위치했을 가능성이 가장 높은 삼림 지역의 모든 왕을 정복했다고 주장한다. 또한 남부 지역인 닥쉬나파타(Dakshinapatha)의 12명의 통치자를 패배시킨 공로를 인정한다. 이들 왕 중 몇 명에 대한 정확한 신원은 현대 학자들 사이에서 논의되고 있지만 이 왕들이 동부 해안에 위치한 지역을 통치했다는 것은 분명하다. 또한 비문은 사무드라굽타가 남쪽의 팔라바까지 진출하여 칸치푸람의 팔라바 섭정인 비슈누고파를 물리쳤다고 암시한다. 이 남부 전역에서 사무드라굽타는 아마도 중앙인도의 숲 지역을 통과하여 현재 오디샤주의 동부 해안에 도달한 다음 벵골만 해안을 따라 남쪽으로 행군했다.
(19–20행) 그의 용맹스러움이 용맹스러움과 어우러진 것은 (그가) 먼저 닥쉬나파타의 모든 왕들, 예를 들어 코살라의 마헨드라, 마하칸타라의 비야그라라자, 쿠라라의 만타라자, 피쉬타푸라의 마헨드라기리, 코투라의 스바미닷타, 에란디팔라의 다마나, 칸치의 비슈누고파, 아바묵타의 닐라라자, 벵기의 하스티바르만, 팔락카의 우그라세나, 데바라슈트라의 쿠베라, 쿠스탈라푸라의 다나얀자야 등을 포로로 잡았다가 석방하는 은혜를 베푼 것에서 비롯되었다.— 사무드라굽타의 알라하바드 기둥 비문 제19-20행.

알라하바드 기둥 비문에는 여러 국경 왕국과 부족 과두정의 통치자들이 사무드라굽타에게 공물을 바치고 그의 명령에 복종했으며 그 앞에서 경의를 표했다고 언급되어 있다. 국경 왕국에는 카마루파, 네팔라 및 카트리푸라가 포함된다. 부족 과두정에는 말라바족, 아르주나야나족, 아우데야족, 마드라카족, 아비라족 등이 포함된다.
(22–23행) (사무드라굽타, 그의) 강력한 통치는 말라바족, 아르주나야나족, 야우데야족, 마드라카족, 아비라족, 프라르주나족, 사나카니카족, 카카족, 카라파리카족 및 기타 (부족)들이 모든 공물을 바치고, 명령을 집행하고, 사마타타, 다바카, 카마루파, 네팔라 및 카르트리푸라 등의 변경 통치자들이 복종하기 위해 (그의 궁정을) 방문함으로써 촉진되었다.— 사무드라굽타의 알라하바드 기둥 비문 제22-23행(서기 350-375년).

마지막으로 비문에는 여러 외국 왕들이 사무드라굽타에게 직접 참석하여 그를 기쁘게 하려고 노력했고, 딸들을 시집보냈으며,(또는 다른 해석에 따르면 처녀를 선물했다고도 함), 자신의 영토를 관리하기 위해 가루다가 묘사된 굽타 인장의 사용을 요청했다고 언급되어 있다. 그러나 이것은 과장된 것일 가능성이 높으며 사무드라굽타의 찬사자는 외교 행위를 복종의 행위로 묘사한 것으로 보인다. 예를 들어, 싱할라 국왕은 이러한 외국 통치자 중 하나이지만, 중국 자료에 따르면 싱할라 국왕 메가바르나는 굽타 황제에게 불교 승원 건설 허가를 요청하는 선물을 보냈을 뿐 복종을 표현하지 않았다고 알려져 있다..
사무드라굽타는 그의 에란 비문 에 의해 증명된 바와 같이 비슈누교도인 것으로 보이며 여러 브라만교 의식을 수행했다. 기록은 그가 소와 금을 아낌없이 기부한 공로를 인정한다. 그는 고대 인도 왕들이 제국의 주권을 증명하기 위해 거행했던 아슈바메다 의식(말 희생)을 거행하고 이 의식을 기념하기 위해 금화(아래 주화 참조)를 발행했다.
알리하바드 기둥 비문은 사무드라굽타를 현명한 왕이자 엄격한 행정관으로 제시하고 있으며, 그는 또한 가난하고 무력한 사람들을 도울 만큼 동정심이 많았다. 또한 음악가이자 시인으로서 왕의 재능을 암시하며 그를 "시인왕"이라고 불렀는데, 이는 그가 비나를 연주하는 모습을 묘사한 금화에 의해 확증된다.
사무드라굽타는 오늘날 인도에 있는 인도-갠지스 평원의 상당 부분과 인도 중부의 상당 부분을 직접 통제한 것으로 보인다. 그의 제국은 인도 북부와 인도 남동부 해안 지역의 여러 군주국 및 부족 지류 국가로 구성되었다.

### 라마굽타

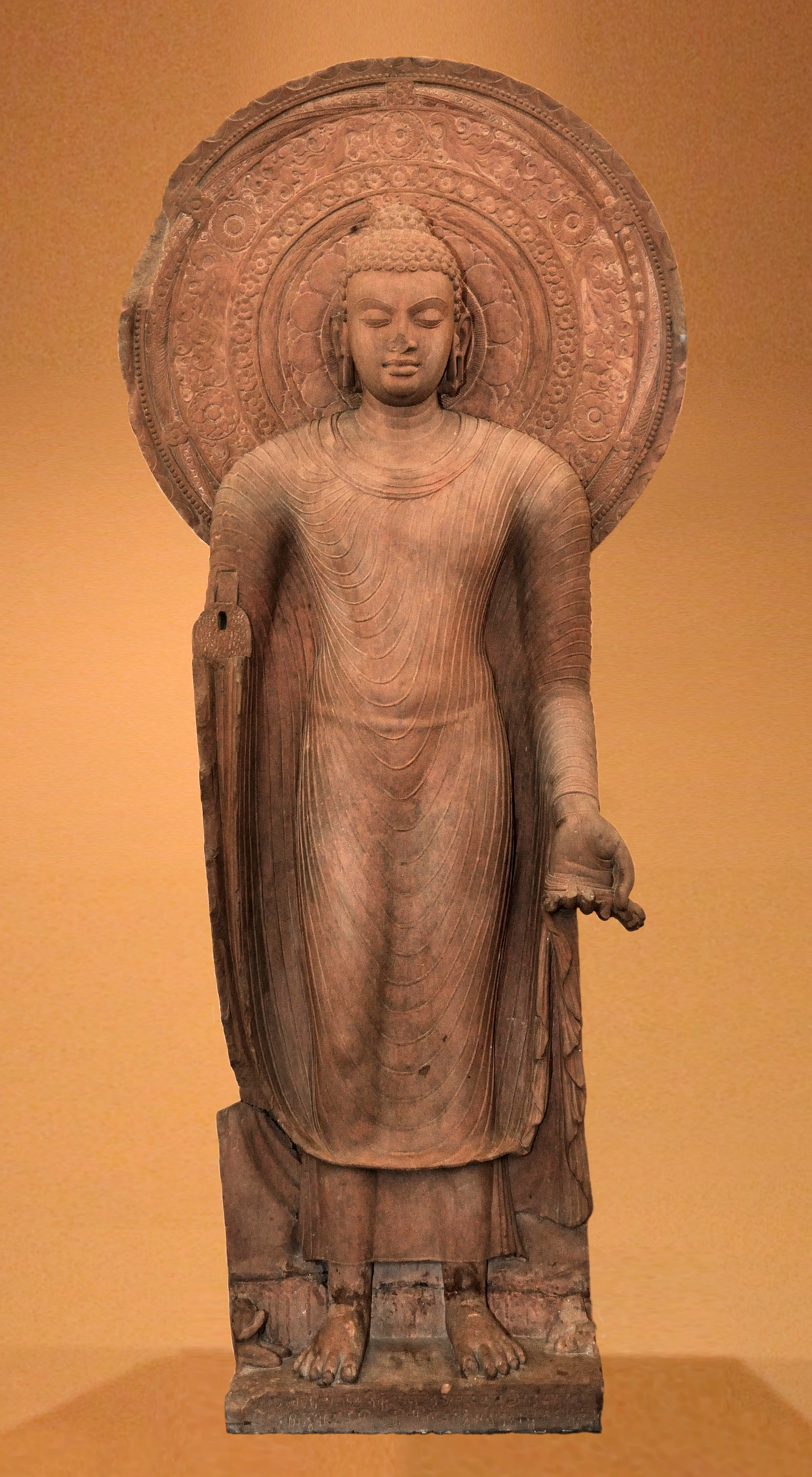
서기 5세기경 굽타 시대에 마투라 미술 양식의 붉은 사암에 서 있는 불상. 마투라 박물관 소장.

6세기 산스크리트어 연극인 데비-찬드라굽탐에 따르면 사무드라굽타와 찬드라굽타 2세의 공백기인 375년부터 380년까지는 라마굽타라는 군주가 굽타 제국을 다스렸다고 하는데, 이 연극에 따르면 찬드라굽타 2세 사후 제위에 오른 라마굽타는 사카족과 전쟁을 벌이다 패배할 위기에 놓였고 이때 라마굽타가 자신의 아내인 드루바데비를 사카족에게 넘기는 조건으로 평화 조건을 맺으려 하자 이에 화가 난 찬드라굽타 2세가 드루바데비로 변장해 사카족 왕을 살해하였으며, 이 사실을 안 백성들은 라마굽타를 비열하다고 비난하는 동시에 찬드라굽타 2세에 대해 전폭적인 지지를 보냈고, 이로 인해 백성들의 신망을 잃게 된 라마굽타는 백성들의 신망을 받던 찬드라굽타 2세를 살해하려고 했으나 이 사실을 미리 알고 있던 찬드라굽타 2세에 의해 역으로 살해당했다고 한다.
이러한 사건의 역사성은 불분명하지만 라마굽타의 존재는 두르잔푸르에서 발견된 3개의 자이나교 조각상과 그를 마하라자디라자로 부르는 비문으로 확인된다. 그의 많은 구리 동전도 에란 - 비디샤 지역에서 발견되었으며 가루다, 가루다디바자, 사자 및 국경 전설 유형을 포함하는 다섯 가지 유형으로 분류된다. 이 동전에 대한 브라흐미 전설은 초기 굽타 양식으로 기록되어 있다.

### 찬드라굽타 2세
굽타 기록에 따르면 그의 아들들 중에서 사무드라굽타는 닷타데비 황후에게서 태어난 찬드라굽타 황자를 그의 후계자로 지명했다. 찬드라굽타 2세, 또는 비크라마디티야(태양의 승리)는 375년부터 415년까지 제국을 통치했다. 그는 쿤탈라의 카담바 공주이자 나가 혈통의 쿠베라나가와 결혼했다. 이 나가 황후의 딸 프라바바티굽타는 데칸의 바카타카 통치자 루드라세나 2세와 결혼했다.  그의 아들 쿠마라굽타 1세는 카르나타카 지역의 카담바 공주와 결혼했다. 찬드라굽타 2세는 409년까지 지속된 군사 원정에서 말와, 구자라트 및 사우라슈트라를 장악하고 있던 서사트라프를 물리치고 제국의 영토를 서쪽으로 확장했다. 395년에 그의 주요 적대자인 루드라심하 3세에게 승리하고 벵골 토후를 물리쳤다. 이것은 그의 통제권을 해안에서 해안으로 확장했고 우자인에 두 번째 수도를 세웠으며 제국의 전성기였다. 인도 카르나타카주의 쿤탈라 지역에 있는 쿤탈라 비문은 찬드라굽타의 통치를 나타낸다. 훈자 비문은 또한 찬드라굽타가 인도 북서부 아대륙을 통치할 수 있었고 발흐를 정복하기 시작했음을 나타내지만 일부 학자들은 굽타 왕의 정체성에 대해서도 이의를 제기했다.

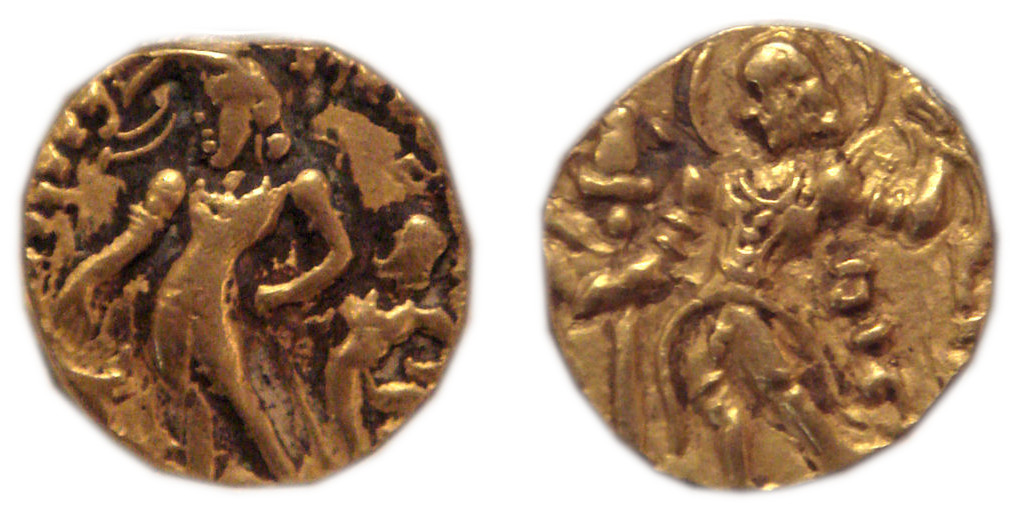
찬드라굽타 2세의 금화.

전쟁을 통한 제국의 창조에도 불구하고 찬드라굽타의 치세는 힌두교 예술, 문학, 문화 및 과학의 매우 영향력 있는 스타일로 기억된다. 데오가르의 다샤바타라 사원에 있는 패널과 같은 일부 훌륭한 힌두교 예술 작품은 굽타 예술의 장엄함을 보여준다. 무엇보다 굽타 예술에 독특한 풍미를 부여한 것은 요소들의 합성이었다. 이 기간 동안 굽타는 번성하는 불교와 자이나교 문화도 지원했으며, 이러한 이유로 비힌두 굽타 미술의 오랜 역사가 존재했다. 특히 굽타 시대의 불교 미술은 대부분의 동아시아와 동남아시아에 영향을 미쳤다. 동진의 학자이자 여행가인 법현은 그의 일기인 불국기에 많은 진보를 기록하고 나중에 출판했다.
찬드라굽타의 궁정은 문학 예술에 뛰어난 9명의 집단인 나바라트나(아홉 보석)의 은총을 받았다는 사실로 인해 더욱 유명해졌다. 이들 중에는 칼리다사가 있는데, 그의 작품은 그 시대뿐만 아니라 앞으로 다가올 다른 많은 문학적 천재들의 작품을 왜소하게 만들었다. 칼리다사는 주로 그의 구절에서 슈링가라(로맨틱) 요소를 미묘하게 사용한 것으로 유명했다.

#### 찬드라굽타 2세의 외국 부족에 대한 원정

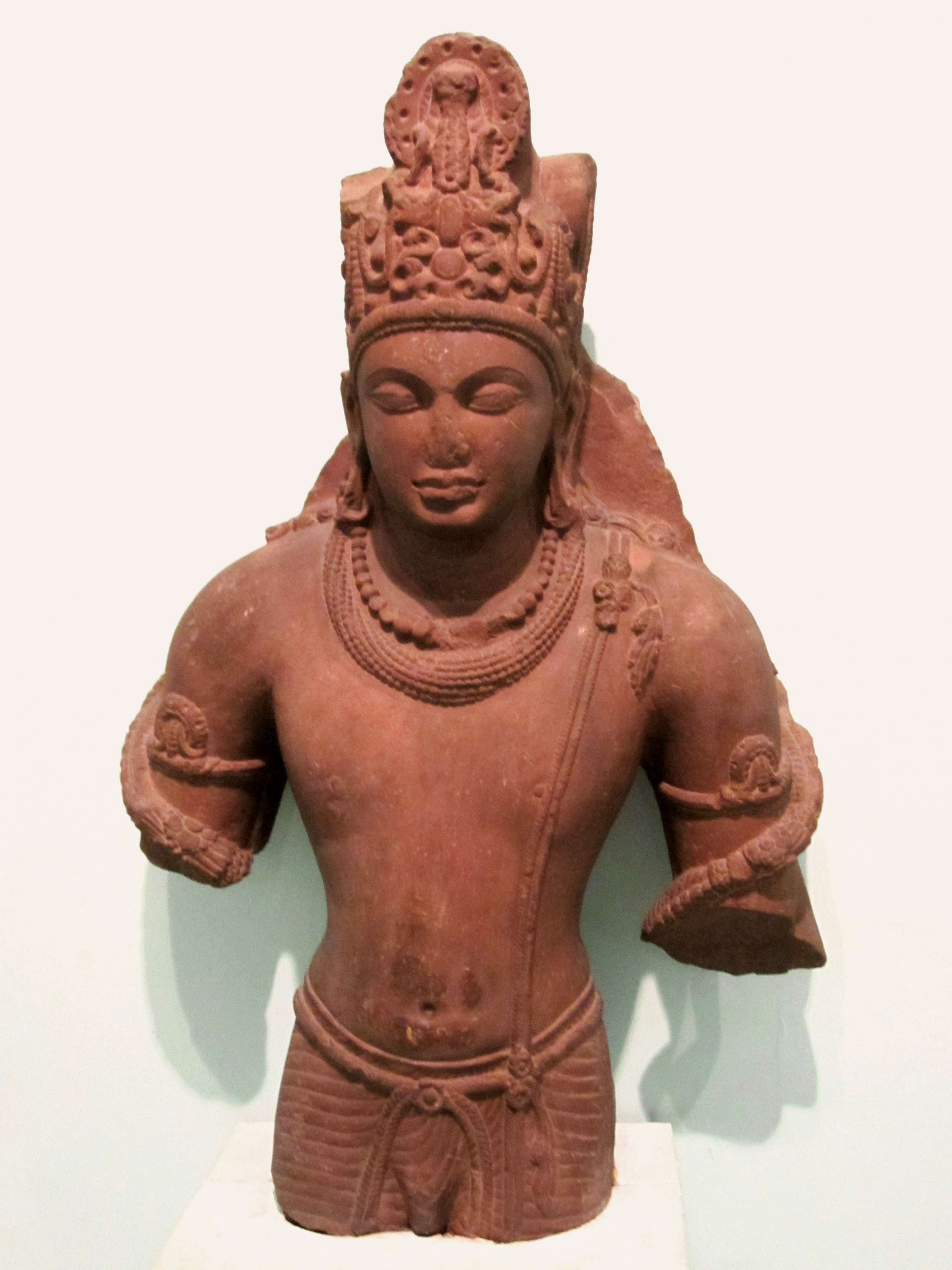
서기 5세기 비슈누 조각상(붉은 사암).

4세기 산스크리트 시인 칼리다사는 찬드라굽타 비크라마디티야가 인도 안팎에서 약 21개 왕국을 정복한 공로를 인정한다. 그는 동인도와 서인도에서의 캠페인을 마친 후 북쪽으로 진행하여 파라시카를 정복한 다음 서쪽과 동쪽 아무다리야강 계곡에 각각 위치한 후나족과 캄보자족을 정복했다. 그 후 왕은 킨나라, 키라타 및 인도 고유의 산악 부족을 줄이기 위해 히말라야 산맥으로 진격했다. 칼리다사는 그의 작품에서 '사랑스러운 우자인의 도시에서 사카족을 몰아낸 사람이 비크라마디티야가 아니었는가?'라고 쓰며 그가 사카족을 몰아낸 공로를 인정한다.
카슈미르 작가 크셰멘드라가 저술한 브리하트카타만자리에서는 비크라마디티야 왕이 "이 죄 많은 믈레차를 완전히 전멸시킴으로써 사카족, 믈레차족, 캄보자족, 야바나족, 투샤라족, 파라시카족, 후나족과 같은 야만인들을 신성한 땅에서 털어냈다"고 주장한다.

#### 법현의 인도 순례
법현은 중국 동진의 불교도로서 굽타 황제 찬드라굽타 2세 재위 기간 중 인도를 방문한 순례자 중 한 명이었다. 그는 399년에 동진에서 출발하여 405년에 인도에 도착했으며, 411년까지 인도에 머물면서 마투라, 카나우지, 카필라바스투, 쿠시나가르, 바이샬리, 파탈리푸트라, 카시, 라자그리하를 순례하며 제국의 상황을 면밀히 관찰했다. 법현은 관리의 온화함에 만족했다. 형법은 온화했고 범죄는 벌금형으로만 처벌되었다. 그의 기록에 따르면 굽타 제국은 번영한 시기였다. 그의 글은 이 시대의 역사에서 가장 중요한 자료 중 하나를 형성한다.
"눈과 더위가 곱게 누그러지고 서리도 눈도 내리지 않는다. 사람들은 많고 다들 행복하다. 그들은 가구를 신고할 필요가 없다. 왕토를 경작하는 자만이 그로부터 얻은 이익을 (일부) 지불하면 된다. 만약 그들이 가고 싶다면, 그들은 간다. 그들이 계속 머무르고 싶다면, 그들은 계속 머무른다. 왕은 참수나 (기타) 체벌 없이 통치한다. 범죄자들은 단순히 상황에 따라 벌금을 지불한다. 악랄한 반란을 반복적으로 시도하는 경우에도 오른손만 잘릴 뿐이다. 왕의 경호원들과 수행원들은 모두 급여를 받는다. 전국적으로, 사람들은 어떤 생물도 죽이지 않고, 어떤 술도 마시지 않으며, 양파나 마늘도 먹지 않는다."

### 쿠마라굽타 1세

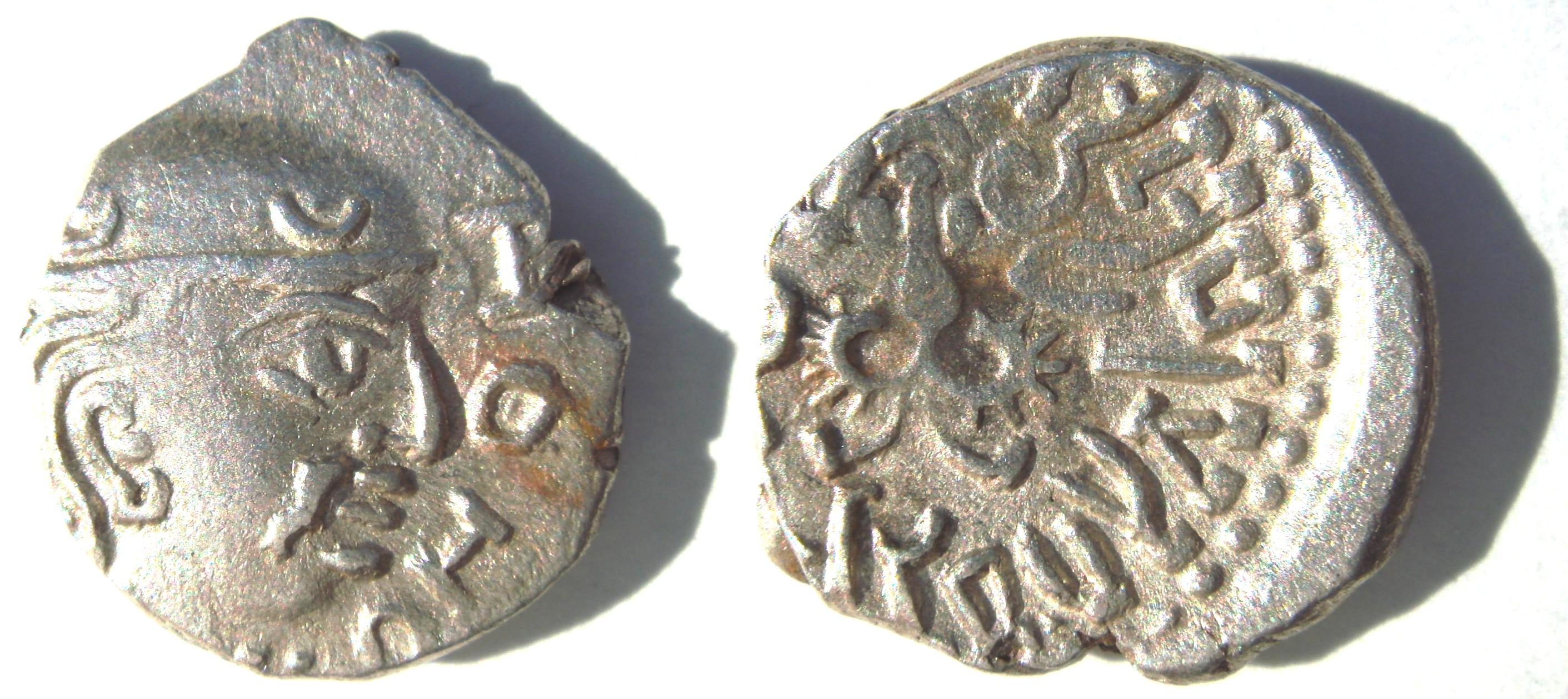
굽타 왕 쿠마라굽타 1세의 은화(그의 서부 영토의 주화, 서사트라프에서 파생된 디자인). 왼쪽: 부패한 그리스 문자의 흔적이 있는 초승달 모양의 왕의 흉상. / 오른쪽: 날개를 펴고 서 있는 가루다. 브라흐미 전설: 파라마-바가바타 라자디라자 스리 쿠마라굽타 마헨드라디티야.

찬드라굽타 2세는 마하데비 드루바스바미니가 낳은 그의 둘째 아들인 쿠마라굽타 1세에 의해 계승되었다. 쿠마라굽타 1세는 마헨드라디티야라는 칭호를 사용했으며, 455년까지 통치했다. 그의 통치가 끝날 무렵 나르마다 계곡에 살던 한 부족인 푸시야미트라족이 권력을 장악하여 제국을 위협했다. 키다라족은 아마도 쿠마라굽타 1세의 통치가 끝날 무렵 굽타 제국과 대결했을 것이다. 그의 아들 스칸다굽타는 비타리 기둥 비문에서 푸시야미트라족 및 후나족에 대한 군사적 승리와 재조직을 통해 혼란에 빠진 국가를 재편하려는 그의 노력을 언급했다.
그는 2016년 7월 15일 유네스코 세계문화유산으로 지정된 날란다 대학의 설립자였다. 쿠마라굽타 1세는 또한 카르티케야의 추종자였다.

### 스칸다굽타

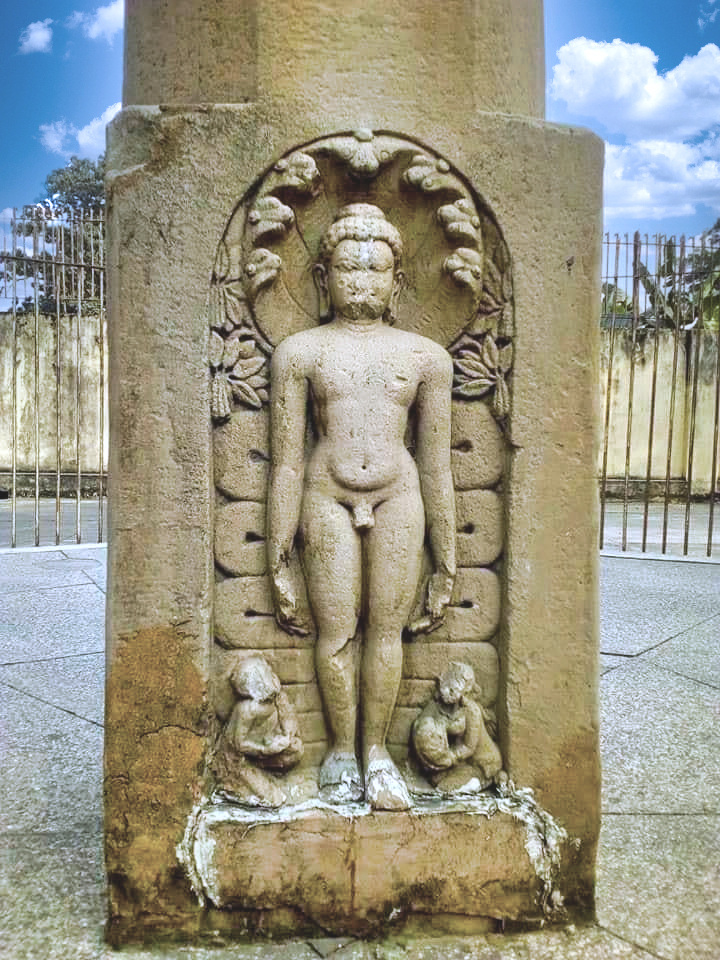
스칸다굽타가 세운 카움 기둥에 있는 자이나교 티르탕카라 구호 파르쉬바나타.

쿠마라굽타 1세의 아들이자 후계자인 스칸다굽타는 일반적으로 마지막 굽타 명군으로 간주된다. 그는 비크라마디티야와 크라마디티야의 칭호를 사용했다. 그는 푸시야미트라족의 위협을 물리쳤지만, 그 후 북서쪽에서 침입하는 키다라족(때때로 에프탈 또는 "알혼족"으로 묘사되며 인도에서는 스웨타후나로 알려짐)와 마주하게 되었다.
그는 서기 455년경에 후나족의 공격을 격퇴했지만, 전쟁 비용으로 인해 제국의 자원이 고갈되어 제국의 쇠퇴에 기여했다. 스칸다굽타의 비타리 기둥 비문은 키다라족의 공격으로 굽타 제국이 전멸에 가까워진 것을 회상한다. 키다라족은 굽타 제국의 서쪽 부분을 차지한 것 같다.
스칸다굽타는 467년에 죽었고 그의 형제인 푸루굽타가 제위를 계승했다.

### 제국의 쇠퇴
스칸다굽타 사후 제국은 분명히 쇠퇴하고 있었으며, 이후 발행된 굽타 주화는 467-469년 이후 서인도 대부분에 대한 굽타의 통제력 상실을 보여준다. 스칸다굽타에 이어 푸루굽타(467–473), 쿠마라굽타 2세(473–476), 부다굽타(476–495), 나라심하굽타(495–530), 쿠마라굽타 3세(530–540), 비슈누굽타(540–550)가 차례대로 제위를 계승했으며, 그 외에도 바이니야굽타와 바누굽타 등 잘 알려지지 않은 두 명의 황제가 존재했다.
480년대에 토라마나와 미히라쿨라 휘하의 알혼 후나족은 북서쪽의 굽타 방어선을 돌파했고, 북서부 제국의 대부분은 500년까지 후나족에게 점령당했다. 일부 학자에 따르면 제국은 토라마나와 그의 후계자 미히라쿨라의 공격으로 붕괴되었다. 비문을 보면 굽타는 힘이 많이 약해졌음에도 불구하고 계속해서 후나족에 저항한 것으로 보인다. 후나족 침략자 토라마나는 510년에 바누굽타에게 패배했다. 후나족은 말와의 야소다르만 왕과 아마도 굽타 황제 나라심하굽타에 의해 528년에 패배하여 인도에서 쫓겨났다.
이러한 침략은 불과 수십년에 불과했지만 인도에 장기적인 영향을 미쳤으며 어떤 의미에서는 고전 인도 문명을 종식시켰다. 이민족의 침략 직후, 외부의 침략과 더붙어 야소다르만과 같은 지역 통치자의 부상으로 이미 쇠퇴하던 굽타 제국은 종지부를 찍었다. 침략 이후 인도 북부는 혼란에 빠졌고 굽타가 무너진 후 수많은 군소 인도 세력이 등장했다. 후나족의 침략은 유럽 및 중앙아시아와의 인도 무역에 심각한 피해를 입힌 것으로 알려져 있는데, 그 중에서도 굽타 제국이 큰 혜택을 받았던 인도-로마 무역 관계가 큰 타격을 받았다. 굽타는 나시크, 파이탄, 파탈리푸트라 및 바라나시와 같은 중심지에서 실크, 가죽 제품, 모피, 철 제품, 상아, 진주 및 후추와 같은 수많은 고급 제품을 수출하고 있었다. 후나족의 침공은 아마도 이러한 무역 관계와 그에 따른 세수를 방해했을 것이다.
게다가 인도의 도시 문화는 쇠퇴했고, 불교는 맹렬한 반불교 시바교도 미히라쿨라의 손에 의한 수도원 파괴와 승려 살해로 심각하게 약화되었다. 탁실라와 같은 훌륭한 교육 센터가 파괴되어 문화적 퇴보를 가져왔다. 60년 동안 알혼족은 지배 가족의 계층 구조와 인도 카스트 제도를 변경했다고 한다. 예를 들어 후나족은 종종 라지푸트의 선구자로 여겨졌다.
6세기 굽타 왕조의 승계는 완전히 명확하지 않지만, 왕조의 본선에서 가장 마지막에 인정된 통치자는 540년에서 550년까지 통치한 비슈누굽타 황제였다. 제국의 쇠퇴한 요인에는 후나족의 침략뿐만 아니라 바카타카와의 경쟁과 말와의 야소다르만의 세력 부상이 포함된다.
굽타 황제에 의해 마지막으로 알려진 비문은 비슈누굽타의 치세때 나온 다모다푸르 동판 비문으로, 그는 서기 542/543년에 코티바르샤(서벵골의 반가르) 지역에서 토지를 하사했다. 이것은 532년경 아울리카라 통치자 야소다르만이 인도 북부와 중부 대부분을 점령한 이후이다.
고고학자 샨케르 샤르마의 2019년 연구는 굽타 제국의 몰락 원인이 6세기 중반 우타르프라데시와 비하르에서 발생한 파괴적인 홍수라고 결론지었다.

### 굽타 이후의 후계 왕조
이전 굽타 제국의 중심부인 갠지스 지역에서 굽타 왕조는 마우카리 왕조와 푸시야부티 왕조로 이어졌다. 마우카리와 푸시야부티의 주화는 굽타의 은화 유형을 따랐으며, 측면에는 통치자의 초상화가 있고(적대감의 상징인 굽타에 비해 반대 방향을 향하고 있음) 뒷면에는 공작이 있다. 브라흐미 명각은 통치자의 이름을 제외하고 유지된다.
서부 지역에서는 구르자라, 프라티하라 및 찰루키아-파라마라 왕조가 알촌 훈족에 의해 인도에 도입된 사산 제국의 주화를 모델로 소위 인도-사산 주화를 발행했다.

## 행정

### 중앙
일반적으로 마우리아 제국에서 실시하던 전통적인 관료제도를 대부분 답습하여 세분화시켰는데, 중앙정부는 각각 재상직인 마하만트리, 오늘날 국방장관에 해당하는 마하발라디크리타, 사법부 수반에 해당하는 마하단다나야카, 일반 행정의 책임자 마하프라티하라들이 최고 통치자인 황제와 함께 국정을 다스렸다.

### 지방
굽타 제국의 비문 기록에 대한 연구는 행정 구역이 위에서 아래로 계층적으로 존재했음을 보여준다. 제국은 라지야, 라슈트라, 데샤, 만달라, 프리스비, 아바니 등 다양한 이름으로 불렸다. 제국은 26개 주로 구성되었는데, 이들 주는 부크티, 프라데샤, 보가로 구분되었으며, 각 주는 중앙 정부에서 파견한 총독직인 우파리카가 통치하였다. 주들도 비샤야라는 하위 행정구역들로 나뉘었고 중앙 정부에서 파견한 지방관인 비샤야파티의 지배하에 놓였다. 비샤야파티는 아디카르마라고 불리는 직업별 대표자들로 구성된 집회의 조언을 얻어 비샤야를 통치하였는데, 이 아디카르마는 나가라 슈레스틴(도시의 부자 또는 길드의 대표), 스타라브라하(상인 대표), 프라타마 쿨리카(수공업자 대표), 프라타마 케야스타(지방행정 대표)로 구성되었다. 비샤야는 다시 비티(현)로 세분화되었고 비티는 다시 그라마(마을)로 세분화되었으며, 그라마카(촌장)가 마을 원로들의 도움을 받으며 그라마를 통치하였다.
변경 지방에는 황족 출신의 총독을 파견하고 해당 지역의 토착세력들을 지휘 및 감독토록 했는데, 총독은 관할 지역의 행정권, 군사권, 사법권 등 모든 권한을 위임받은 한편 지역 관리를 직접 임명할 수 있는 권한을 지니고 있었기 때문에 실질적으로는 독립적인 상태에 있었다.

### 도시
굽타 행정은 도시 중심지의 급속한 성장에 매우 도움이 되는 것으로 입증되었다. 굽타 제국의 주요 및 원래 수도는 프라야가로 간주된다. 5세기에 수도는 쿠마라굽타 또는 스칸다굽타 치하에서 아요디아로 천도되었다. 찬드라굽타 비크라마디티야는 우자인이 정복된 후 주요 문화 중심지로 발전하는 데 개인적인 관심을 가졌다.
일부 학자들은 카시를 굽타의 원래 수도, 또는 6세기 후반 주요 수도 또는 이후의 작은 수도로 간주하기도 한다. 중국 당나라의 구법승 현장은 굽타 제국을 부유한 마을과 많은 인구를 가진 번영하는 나라로 묘사했다.
굽타 행정부는 도시 중심지의 빠른 성장에 매우 도움이 되는 것으로 증명되었다. 현장은 마가다를 풍부한 마을과 많은 인구가 있는 번영한 국가로 묘사했다. 아요디아는 제2의 수도로 여겨졌다.

## 사회
굽타 시대에 브라만교가 힌두교라는 형태로 부활함과 함께 이민족의 유입이 활발하게 일어나고 무역과 상업이 발달하면서 전체적인 경제 수준이 크게 향상되며 상인 계급의 지위가 신장되는 등 여러 가지 변화가 나타났다. 특히 힌두교로 부활한 브라만교는 바르나 체제를 정착시키는 계기를 만들었으며, 이로 인해 굽타 시대에 4중 바르나 체계가 관찰되었지만 카스트 체계는 유동적이었으며, 굽타 사회는 대체로 그들 사이에서 공존을 이루었다.
굽타의 힌두화가 진행되며 브라만들의 지위가 높아졌지만, 브라만들은 비브라만적인 직업을 따랐고, 왕족이자 무사 계급인 크샤트리야는 한편으로 무역과 상업에 관여했으며, 사제층인 브라만 계급과의 상호 협력을 거듭하며 브라만의 권한인 제사 의식을 독자적으로 거행할 수 있는 권한을 지니게 되었다. 지역의 경제를 담당하던 바이샤 계급 또한 굽타 경제가 성장을 이루자 지역의 경제권을 바탕으로 권한을 확대하여 지역의 행정회의에도 참석하여 자신들의 이익을 위한 발언권을 행사하게 되고 수드라 계급 또한 제한적이나마 어느 정도의 자유를 누리고 자신들이 원하는 직업을 마음대로 선택할 수 있었으며, 육체노동자에 가까운 수드라 계급과 노예에 가까운 찬달라 간의 구별이 이루어졌다.

## 군사

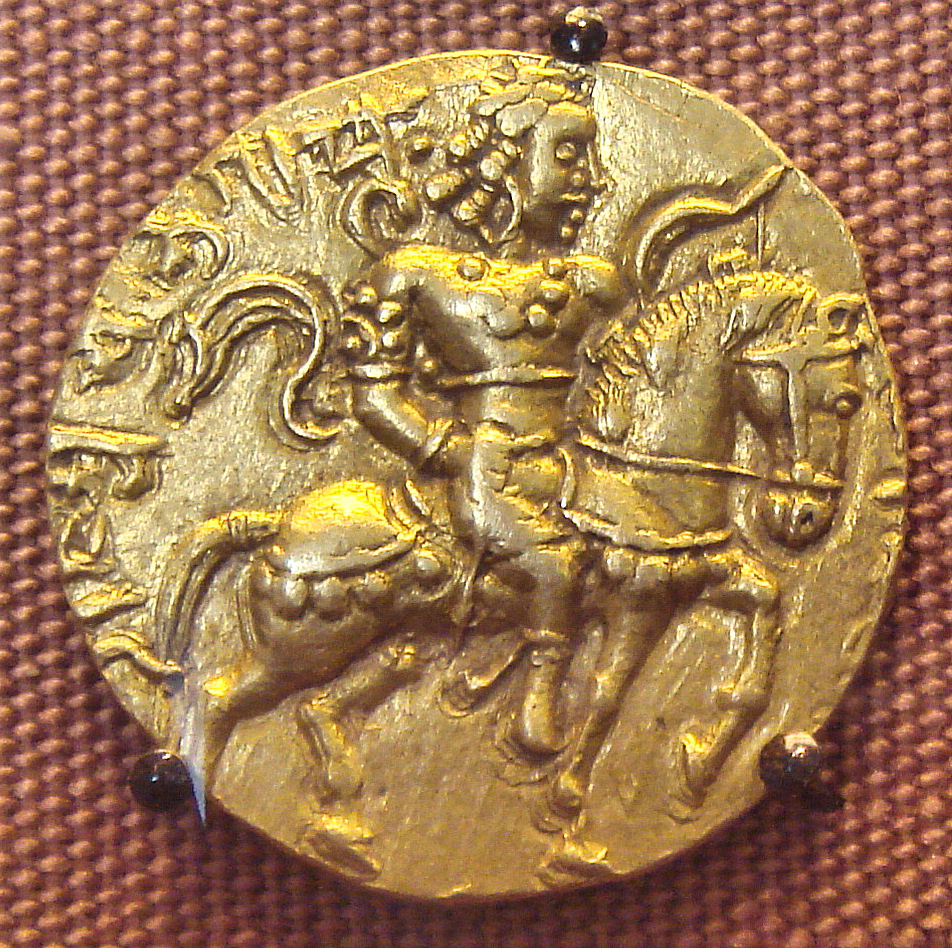
찬드라굽타 2세가 왼손에 활을 들고 성장된 말에 걸터앉은 8gm 금화.

마우리아 제국과 대조적으로 굽타는 인도 전쟁사에 몇 가지 군사적 혁신을 도입했다. 이들 중 가장 중요한 것은 공성 병기, 중기병의 사용이었다. 중기병은 굽타 제국군의 핵심을 이루었고 전통적인 인도 군대 요소인 전투 코끼리와 경보병의 지원을 받았다.
굽타 시대에 궁기병의 활용은 황제를 기마궁수로 묘사한 찬드라굽타 2세, 쿠마라굽타 1세 및 프라카사디티야(푸루굽타로 추정)의 주화에서 입증된다.
불행히도 굽타 군대의 전술적 작전을 자세히 설명하는 현대 자료가 부족하다. 현존하는 최고의 정보는 고전 산스크리트 작가이자 극작가인 칼리다사가 쓴 산스크리트어 서사시 라구밤사에서 나온다. 많은 현대 학자들은 칼리다사가 찬드라굽타 2세의 치세에서 스칸다굽타의 치세까지 살았고 라구밤사의 주인공인 라구의 원정이 찬드라굽타 2세의 군사 원정을 반영한다는 견해를 제시했다. 라구밤사의 칸토 IV에서 칼리다사는 왕의 군대가 강력하고 기병 중심의 페르시아인과 나중에 북서부의 야바나(아마도 훈족)의 군대와 어떻게 충돌하는지 설명한다. 여기에서 그는 왕의 군대에서 기마 궁수를 사용하는 것과 치열한 전투 후에 말들이 많은 휴식을 취해야 한다고 특별히 언급한다. 굽타 제국군은 보병, 기병, 전차, 코끼리 및 군선으로 구성되었다. 바이냐굽타의 구나이가르 동판 비문에는 선박이 언급되어 있지만 전차는 언급되어 있지 않았다. 선박은 서기 6세기에 인도 군대의 필수적인 부분이 되었다.

## 경제
굽타 제국에서는 찬드라굽타 2세(은화)와 쿠마라굽타(동화)를 제외한 대부분의 황제들이 금화를 자주 유통하여 화폐 경제가 활성화되었다. 또한 이전부터 존재하던 무역과 상업 길드 조직이 굽타 시대에 여전히 존속하고 있었는데 정부의 간섭을 받던 마우리아 시대의 길드와는 달리 독립적이고 자치적으로 길드가 운영되었으며, 길드의 세력이 점차 확대되어 지방 행정에도 상당한 영향을 미쳤고 그 중에는 사병들을 두어 지배자들에게 자신들의 권익을 반영한 법을 제정하라고 위협을 가하거나 상거래의 편의를 위해 독자적으로 화폐를 만드는 길드도 있었다.
굽타 제국은 사우라슈트라 지역 같이 아라비아해와 맞닿은 서인도 지역의 항구들을 차지함으로서 동서양의 교통 요충지를 확보해 유럽과의 무역을 직접 관장하였으며, 마투라와 바라나시가 각각 면화와 비단의 주산지로 알려져 서북부 인도의 무역과 대외 무역의 주요 품목을 차지했다.
대외 무역으로는 인도양을 중심으로 하는 해상 무역을 통하여 동남아시아, 아랍, 동로마 제국, 사산조 페르시아, 중국 등의 국가들과 주로 교역하였는데, 서인도 지역의 항구도시를 중심으로 아라비아해를 거쳐 서아시아 및 로마 제국과 교역하였으며, 동인도 지역의 벵골만을 통해 중국 및 동남아시아 지역과 교역하였다. 특히 이 시기 동남아시아와의 무역을 통해 인도 문화가 동남아시아에 본격적으로 전파되기 시작하면서 동남아시아 문화에 큰 영향을 미쳤다. 당시 굽타 제국에서는 주로 진주·보석·향료·향신료·코코넛·상아·인디고 등을 수출하고 금·은·주석·비단·말 등을 수입하였으며, 또한 굽타 제국에서 서기 350년경 세계 최초로 설탕을 결정화하는 방법을 확립하자 다양한 무역로를 통해 인도의 결정화된 설탕이 타 지역에 전파하기도 하였다.

## 교육 및 학문
다양한 마하비하라들이 굽타 제국 전역에서 운영되어 수세기 동안 교육의 역할을 했다. 날란다는 서기 5~6세기 동안 예술과 학문의 후원을 촉진하는 데 중요한 역할을 했다.

### 수학
인도 수학은 굽타 제국 시대에 번성했다. 세계 최초의 위치 기반 10진법 숫자 체계인 인도 숫자는 굽타 인도에서 유래했다. 수리야 싯단타에는 사인 표가 포함되어 있다. 아리아바타는 아리아바티야를 저술하여 자릿값 체계, 소수점 넷째 자리의 π 근사치, 삼각법, 세제곱근 등 수학에 큰 공헌을 했으며, 특히 원주율의 값을 3.146으로 정확히 계산하거나, 삼각비의 "사인" 개념을 최초로 발견하는 등 인도 수학을 크게 발전시켰다. 바라하미히라는 사인 함수와 코사인 함수와 관련된 다양한 공식을 개발한 판차 싯단타를 저술했다. 야티브리샤바는 측정 단위에 대한 공헌을 했다. 비라한카는 피보나치 수열에 대해 설명했다. 브라마굽타는 해가 여럿인 2차부정방정식의 정수해를 구하는 방법을 최초로 발견하였고, 브라마굽타의 방정식은 1000년이 지난 17세기에 영국의 수학자 존 펠이 연구한 2차 방정식 형태의 "펠 방정식"으로 이어졌다. 또한 브라마굽타는 원에 내접한 사각형의 넒이와 대각선의 길이를 구하는 "브라마굽타 공식"을 발견하기도 하였다. 무한대나 0의 사용 또한 인도 수학에 큰 영향을 미쳤다.

### 천문학
인도 천문학도 이 시대에 진전을 보였다. 굽타 시대가 시작될 때 힌두교의 신들과 로마 이름에 해당하는 행성들을 바탕으로 인도의 일주일 이름이 등장했다. 아리아바타는 하루의 시작을 자정으로 지정하는 등 여러 가지 업적을 남겼다. 그는 지구가 구형인 것을 발견함과 동시에 원주율의 값을 계산한 결과를 바탕으로 지구의 둘레를 24,835마일(39,967km)로 측정한 후, 지구가 자전축을 중심으로 회전한다는 이론을 가정하였으며, 달과 행성이 반사된 햇빛에 의해 빛난다는 것을 발견하면서 일식이 의사 행성 노드 라후와 케투에 의해 발생한다는 일반적인 힌두 우주론 대신에 지구에 드리워지고 떨어지는 그림자의 관점에서 일식을 설명했다. 바라하미히라는 그노몬을 사용하여 그림자의 세 위치에서 자오선 방향을 결정하는 방법을 근사화했다. 바스카라 차리아라는 천문학자는 지구가 각 물체를 그 무게에 따라 끌어당긴다고 하는 인력의 법칙을 발견하기도 하였다.

### 의학
굽타 시대에는 유명한 약햑서인 《나바니타캄》과 동물의 병을 치료하는 수의학 서적인 《하스트야아유르베다》와 《아슈바샤스트라》가 간행되었지만 대부분 이전에 저술된 의학서를 기초로 하고 있으며, 수술에 관한 혁신적인 장을 포함하여 아유르베다 의학의 모든 주요 개념에 대한 산스크리트어 편집 문헌인 수슈루타 삼히타는 굽타 시대까지 거슬러 올라간다. 의사들은 또한 여러 가지 의료 기구를 발명했고 수술까지 했다.

### 야금술 및 공학
델리의 철 기둥은 부식에 대한 저항성이 높다. 내식성은 인 함량이 높은 철에 결정성 철(III) 인산수소 수화물 층이 고르게 형성되어 부식의 영향으로부터 철을 보호하는 역할을 하기 때문에 발생한다. 조면기에 대한 최초의 증거는 5세기에 아잔타 동굴에서 단일 롤러 조면기를 묘사한 불화의 형태로 발견되었다. 조면기는 철이나 나무로 만든 단일 롤러와 납작한 돌 또는 나무 조각으로 구성되었다.

## 체스
체스는 이 시기에 발전했다. 6세기 체스의 초기 형태는 차투랑가로 알려졌는데, 이는 보병, 기병, 코끼리, 전차 등의 "4개 사단"으로 번역되며 각각 현대 폰, 나이트, 비숍, 룩으로 진화하였다.

## 종교

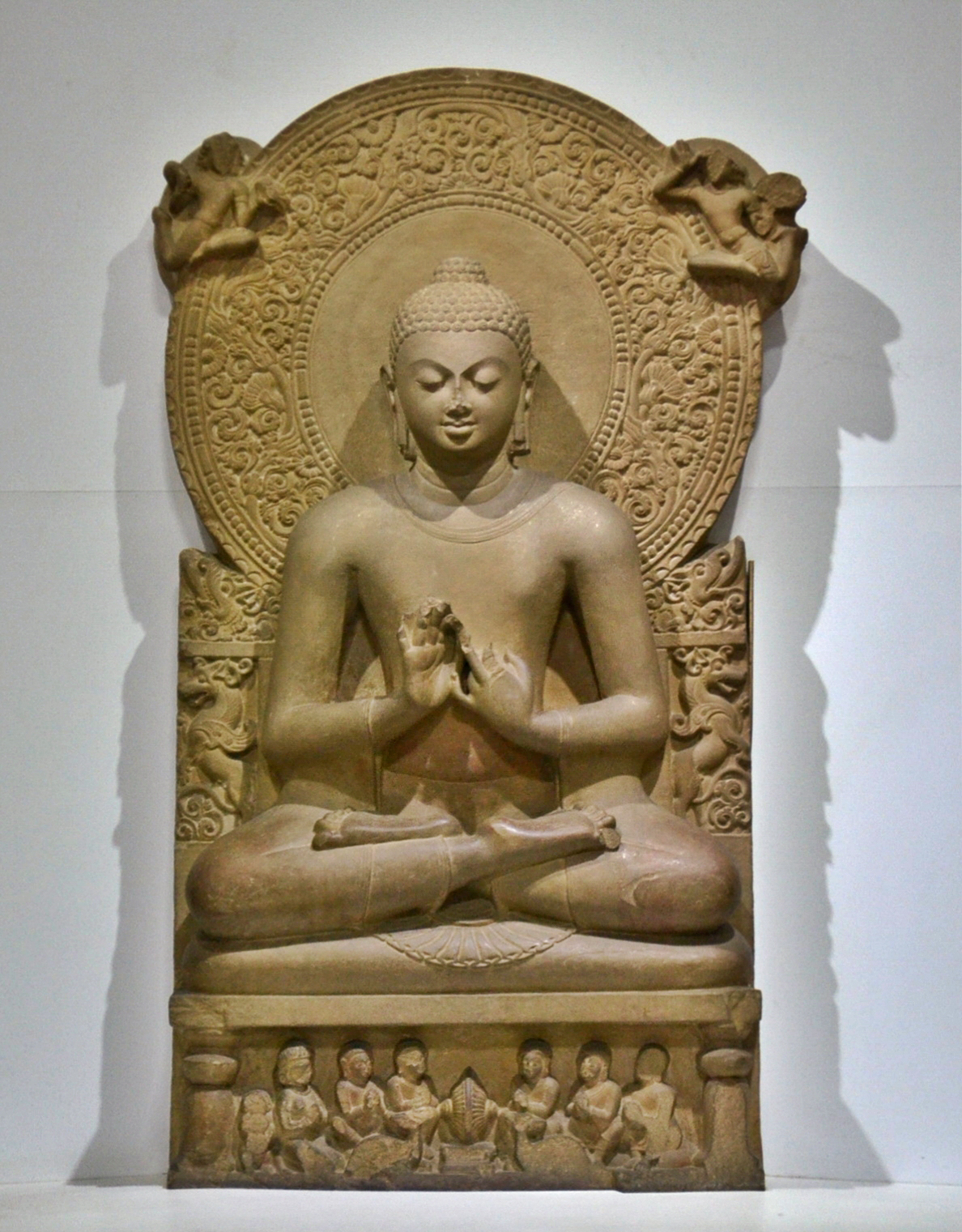
서기 5세기 굽타 시대의 사르나트에 있는 다르마차크라 프라바르타나 부처.

굽타 왕조는 전통적으로 힌두 왕조였다. 그들은 정통 힌두교도였으며 불교도와 자이나교도들이 그들의 종교를 수행하도록 허용했다. 산치는 불교의 중요한 중심지로 남아 있었다. 쿠마라굽타 1세(455 CE)는 날란다를 설립했다고 전해진다. 현대 유전학 연구에 따르면 굽타 시대부터 인도 카스트 집단이 다른 카스트와의 결혼을 중단하고 족내혼을 시행하기 시작했다.
그러나 일부 후기 통치자들은 특히 불교를 장려한 것으로 보인다. 동시대 작가 파라마르타에 따르면 나라심하굽타(c. 495– ?)는 대승불교 철학자인 바수반두의 영향을 받아 자랐다. 그는 날란다에 상가라마를 지었고, 또한 그 안에 불상을 안치한 300피트(91m) 높이의 비하라를 지었는데, 현장에 따르면 "보리수 아래에 세워진 위대한 비하라"와 닮았다고 한다. 대방광보살장문수사리근본의궤경(c. 800 CE)에 따르면 나라심하굽타는 불교 승려가 되었고 명상을 통해 세상을 떠났다고 한다. 중국 승려 현장은 또한 상가라마를 위임한 나라심하굽타 발라디티야의 아들 바즈라가 "믿음에 확고한 마음을 가졌다"고 언급했다.:45 :330

## 문학
이 시기 굽타 황실의 적극적인 후원으로 고전 산스크리트어 문학이 발전을 거듭하였다. 굽타 제국 시대의 산스크리트어 문학은 힌두교적 색채가 매우 강하게 드러나는 특징이 있다. 황실 소속의 학자와 문학가들이 구전설화를 정리하며 오늘날의 인도 2대 서사시로 거듭난 <마하바라타>와 <라마야나>는 단순한 문학 작품이 아닌 힌두교의 주요 경전 중 하나로서 기능하였다.
당대 저명한 산스크리트어 시인이자 극작가였던 칼리다사를 궁정시인으로 삼아 적극적으로 후원하였고 <사쿤탈라>, <메카투사>와 같은 훌륭한 작품들이 편찬되었다. 굽타 제국에서는 산스크리트 문학 외에도 팔리어 문학이나 타밀어 문학 등의 작품들도 등장하였으며, 자이나교 시인들에 의해 프라크리트어 문학 작품들이 등장하기도 하였다. 또한 인도 학자 밧샤야나의 고대 굽타 문헌 카마수트라는 산스크리트 문학에서 인간의 성행위에 대한 표준 작업으로 널리 간주된다.

## 예술과 건축

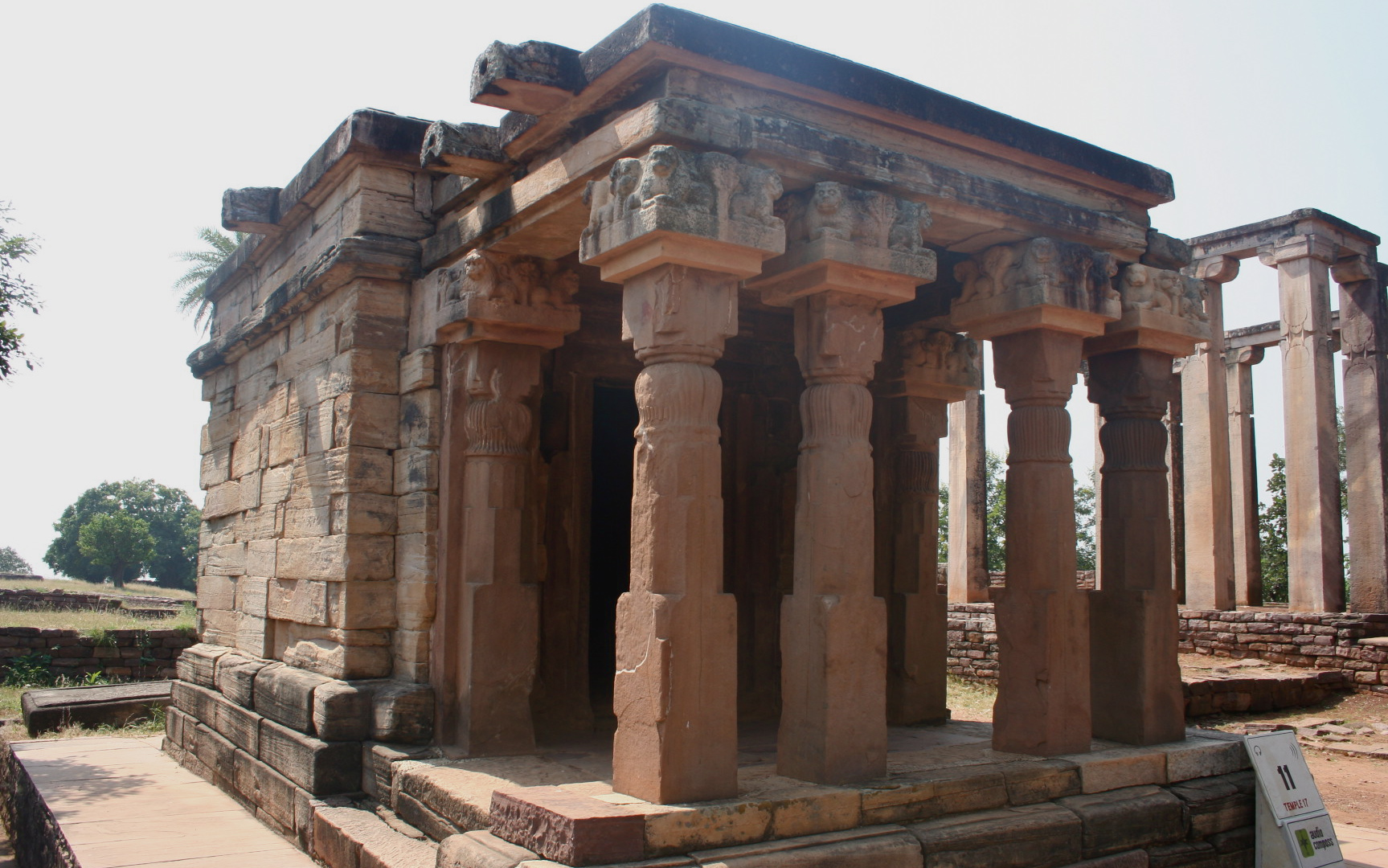
불교 건축의 한 예인 마우리아 재단이 있는 압시달 홀 옆에 있는 산치의 테트라 양식의 서기 5세기경 굽타 사원.
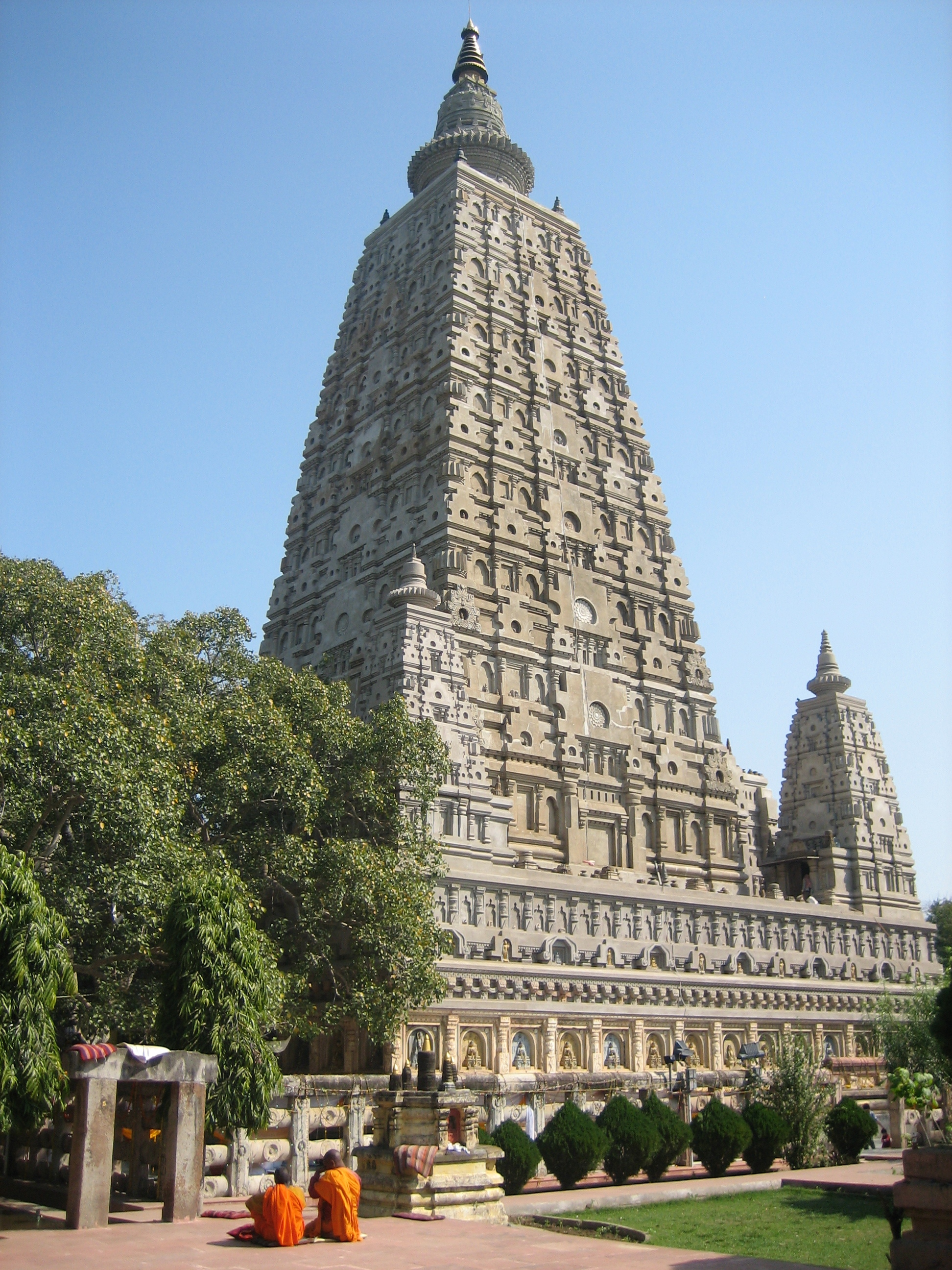
석가모니가 깨달음을 얻었다고 하는 위치를 표시한 마하보디 사원. 사찰의 현재 구조는 굽타 시대인 서기 5세기로 거슬러 올라간다.
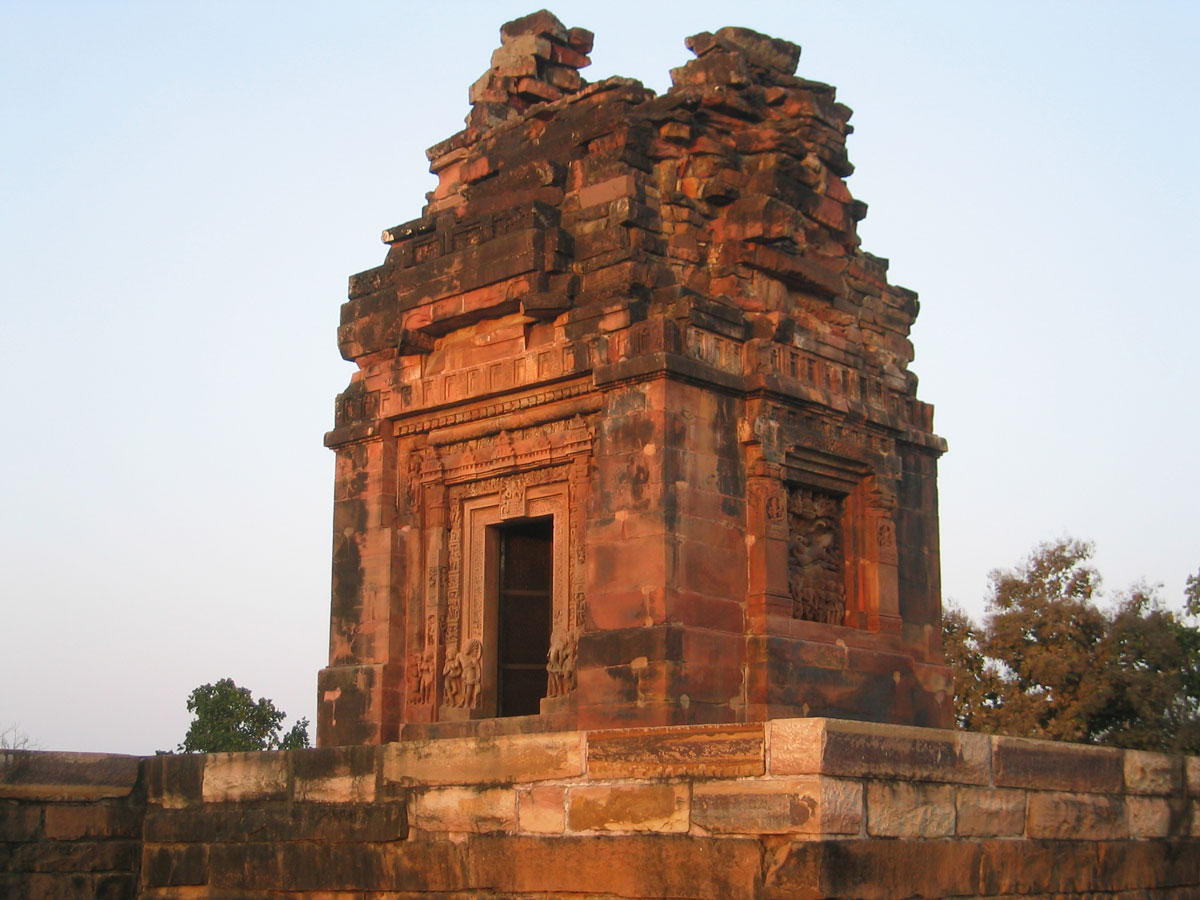
굽타 시대에 지어진 비슈누파 힌두교 사원인 다샤바타라 사원.
굽타 시대에 지어진 자이나교 사원인 파타이니 사원.

굽타 시대는 일반적으로 모든 주요 종교 단체에서 북인도 예술의 고전적인 정점으로 간주된다. 그림이 분명히 널리 퍼져 있었지만 살아남은 작품은 거의 모두 종교조각이다. 이 시기에 힌두교 예술에서 상징적인 조각된 신상이 등장했고, 불상과 자이나교의 티르탄카라상도 등장했으며, 후자는 종종 매우 큰 규모였다. 두 개의 위대한 조각 중심지는 마투라와 간다라로 후자는 그리스 불교 미술의 중심지였다. 둘 다 인도 북부의 다른 지역으로 조각품을 수출했다.

광범위하게 굽타 양식으로 남아 있는 가장 유명한 기념물인 아잔타, 엘레판타, 엘로라(각각 불교도, 힌두교도, 자이나교를 포함한 혼합)의 석굴은 사실 후기 왕조에서 제작되었지만 주로 굽타 양식의 기념비성과 균형을 반영한다. 아잔타는 주로 그림 궁전에서 오랫동안 발전했을 가능성이 있는 성숙한 형태를 보여주면서 이 시기와 그 주변 시기의 가장 중요한 그림의 잔존물을 포함하고 있다. 힌두 우다야기리 석굴은 실제로 왕조 및 그 대신들과의 관계를 기록하고 있으며, 데오가르의 다샤바타라 사원은 중요한 조각품과 함께 가장 먼저 살아남은 주요 사원 중 하나로 남아있다.

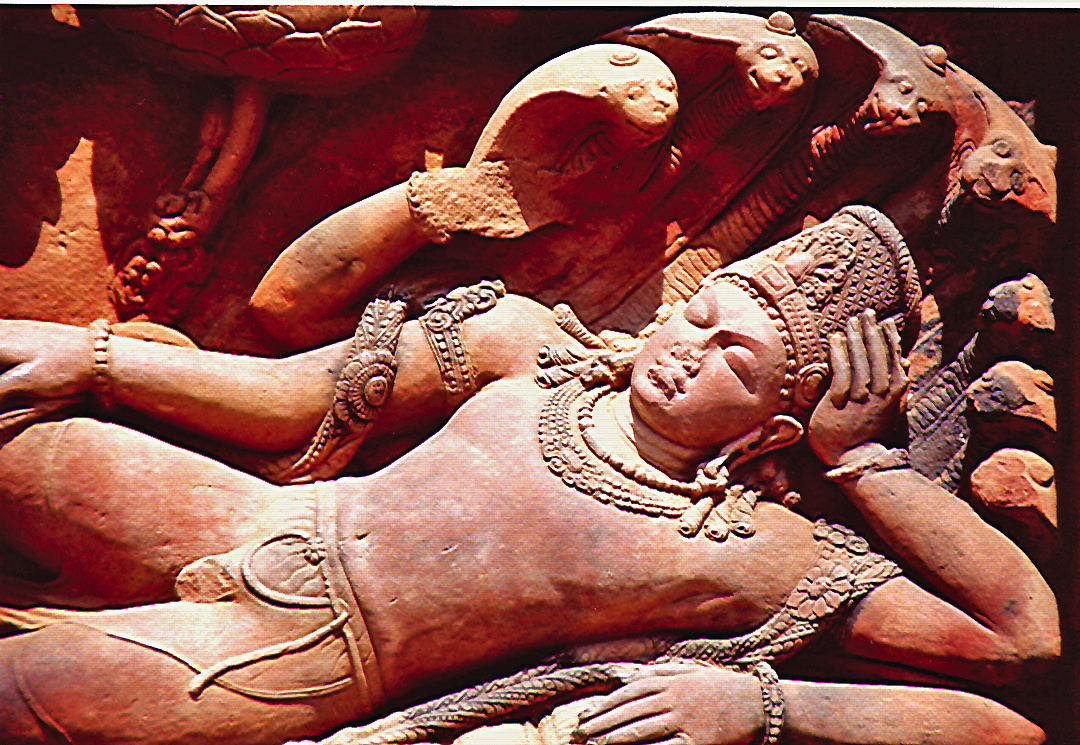
셰샤 위에 기대어 있는 비슈누, 서기 5세기 다샤바타라 사원.
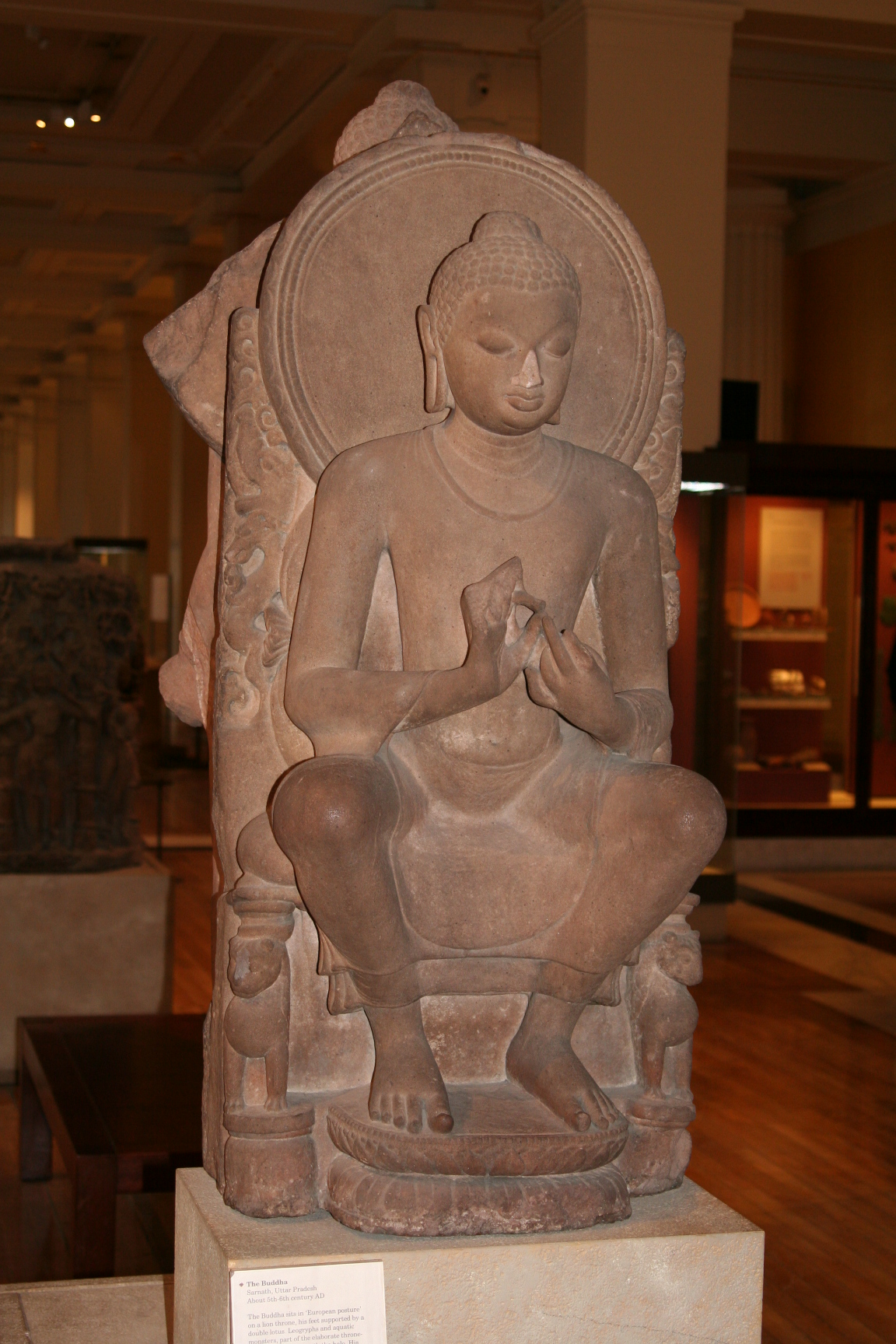
사르나트의 부처, 서기 5-6세기
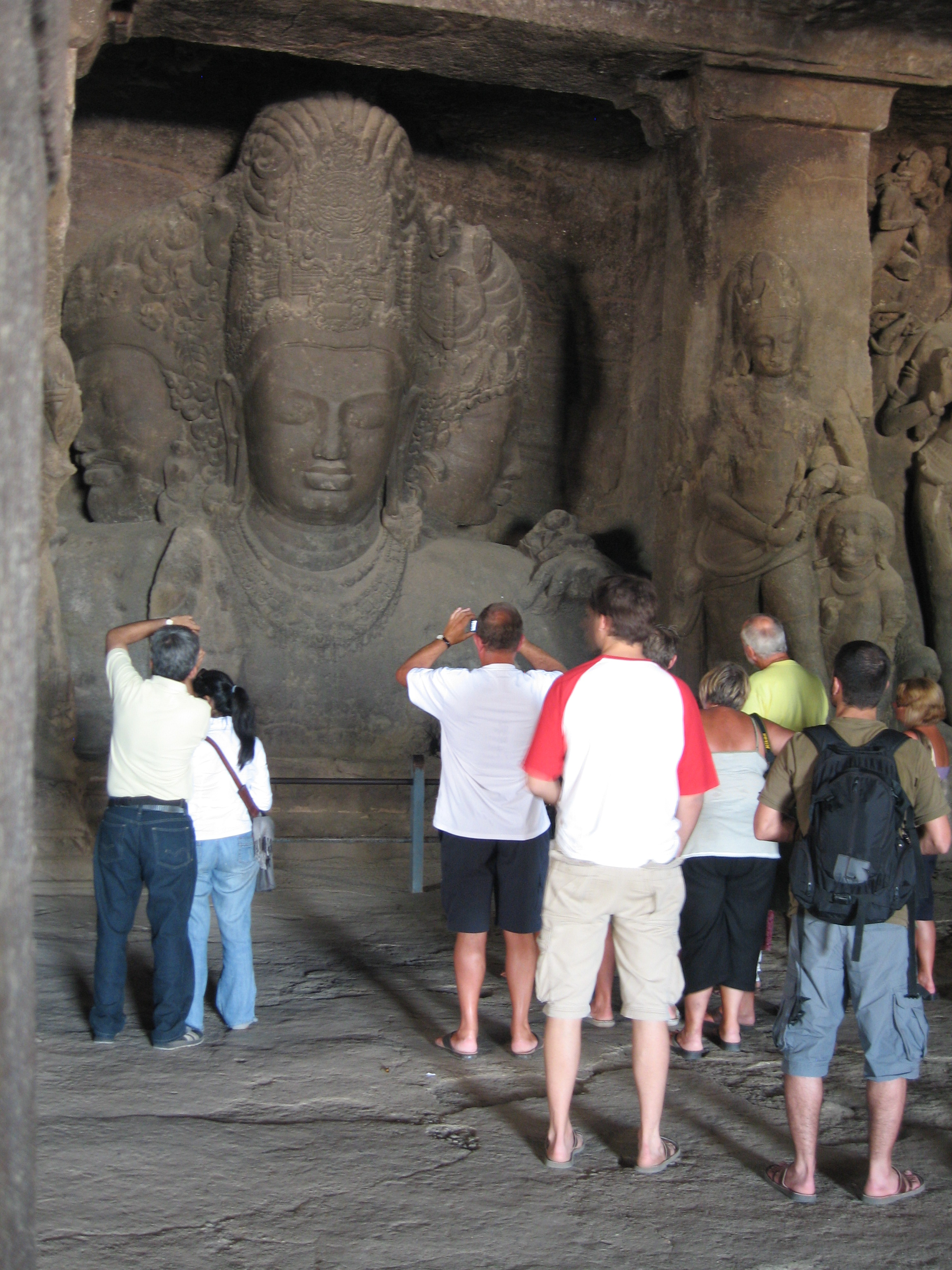
엘레판타 석굴의 거대한 트리무르티
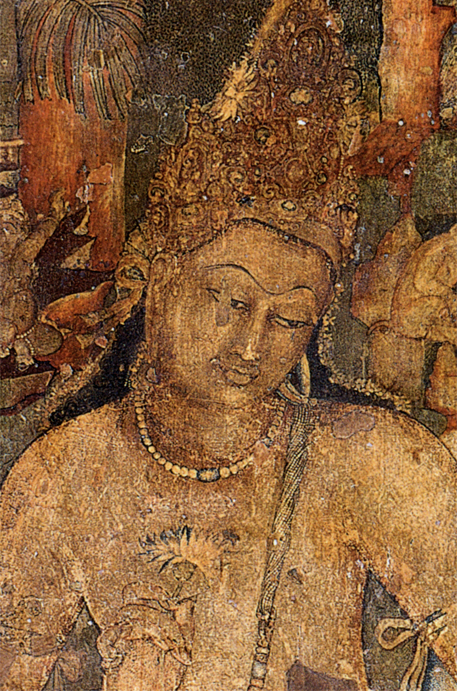
아잔타 석굴의 파드마파니 동굴 1 그림
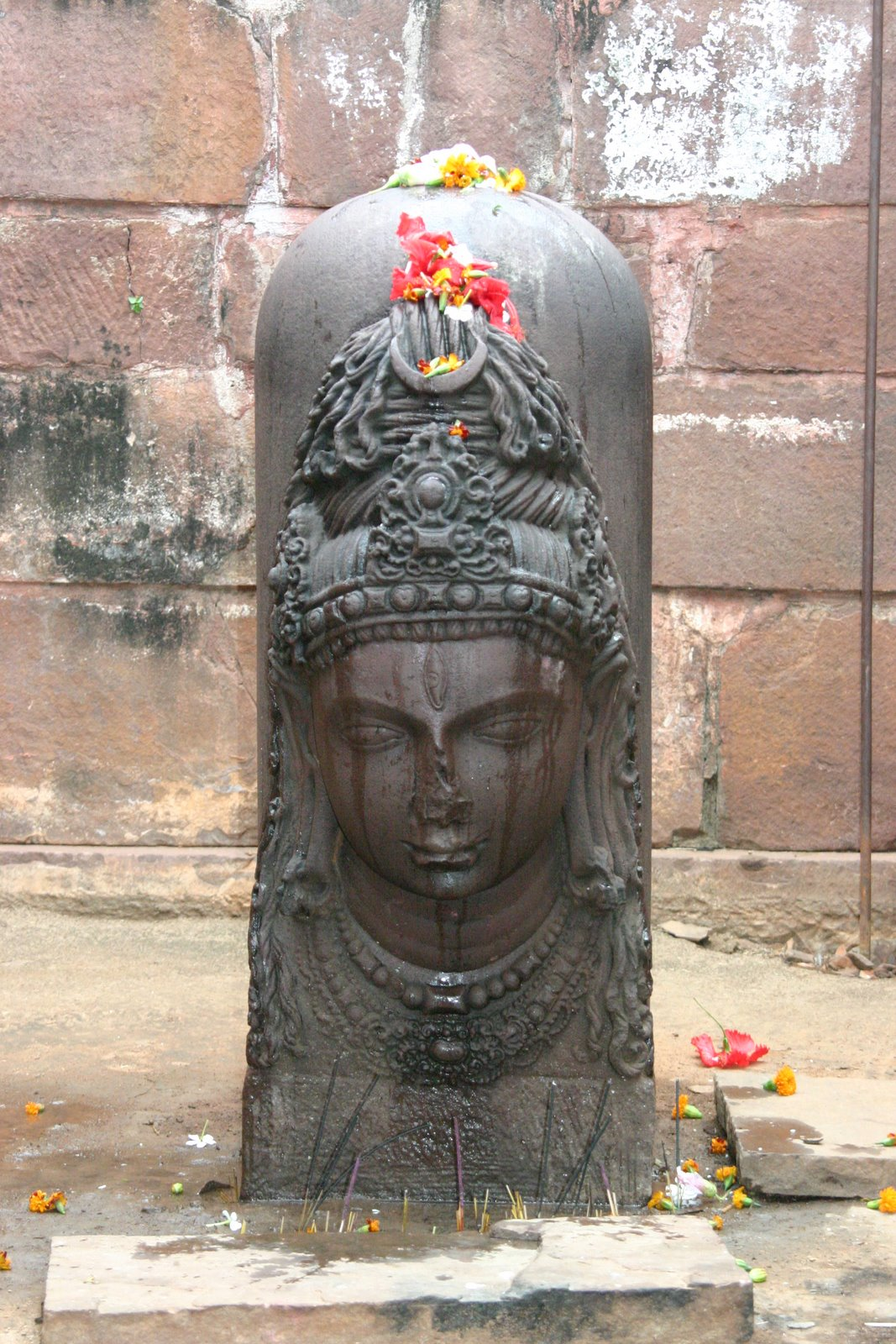
부마라 사원의 시바 무칼링가
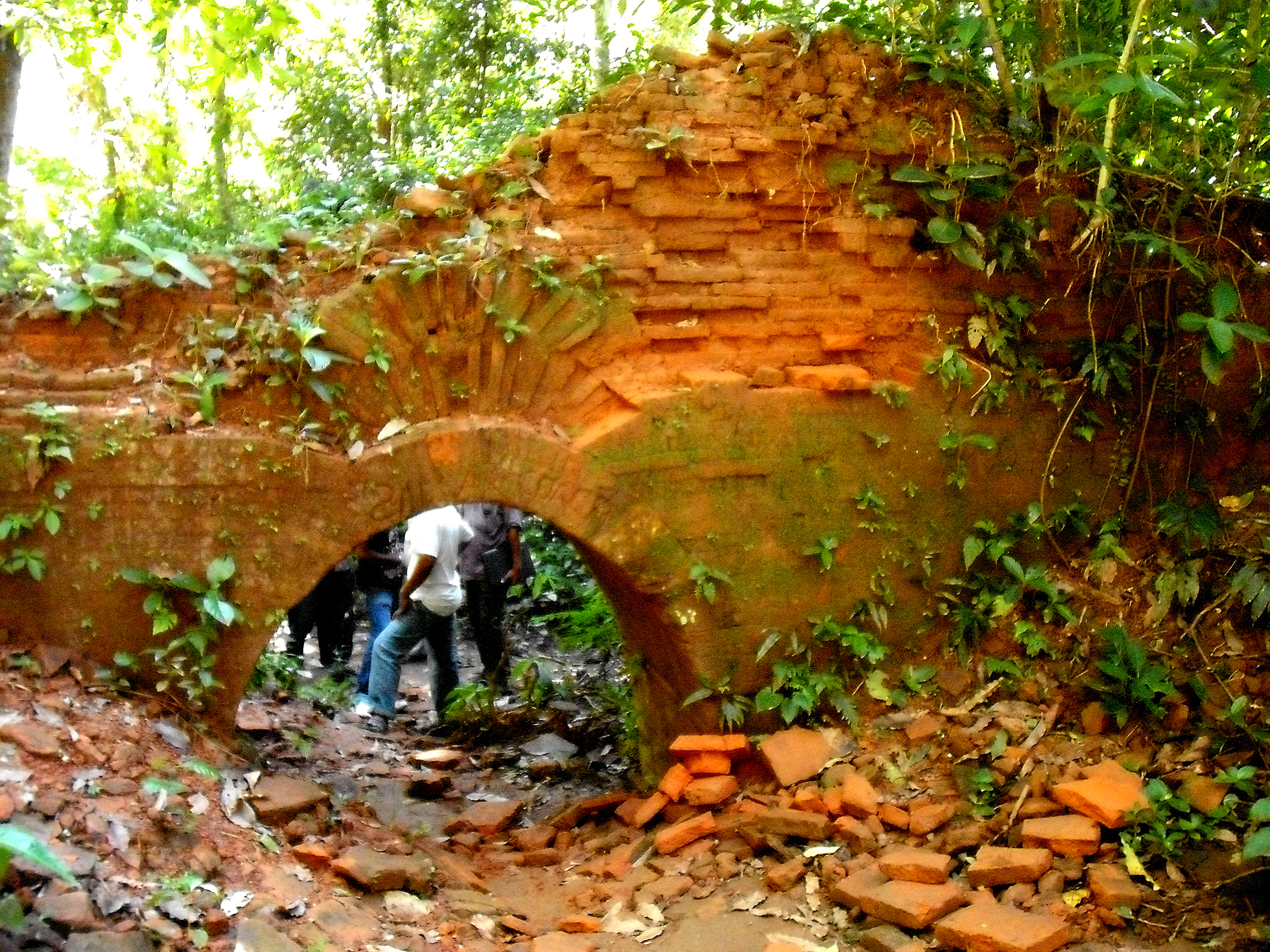
서벵골의 칠라파타 숲에 있는 날라자르 가르 요새화 성벽. 현재 5-7m 높이를 지닌 이 유적은 굽타 시대의 마지막 요새 유적 중 하나이다.
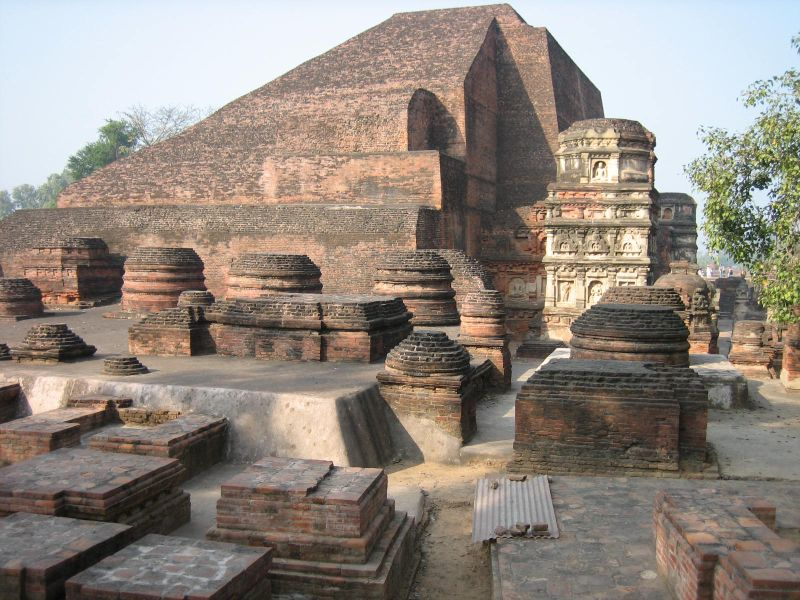
굽타 제국에서 처음 설립된 날란다 대학.
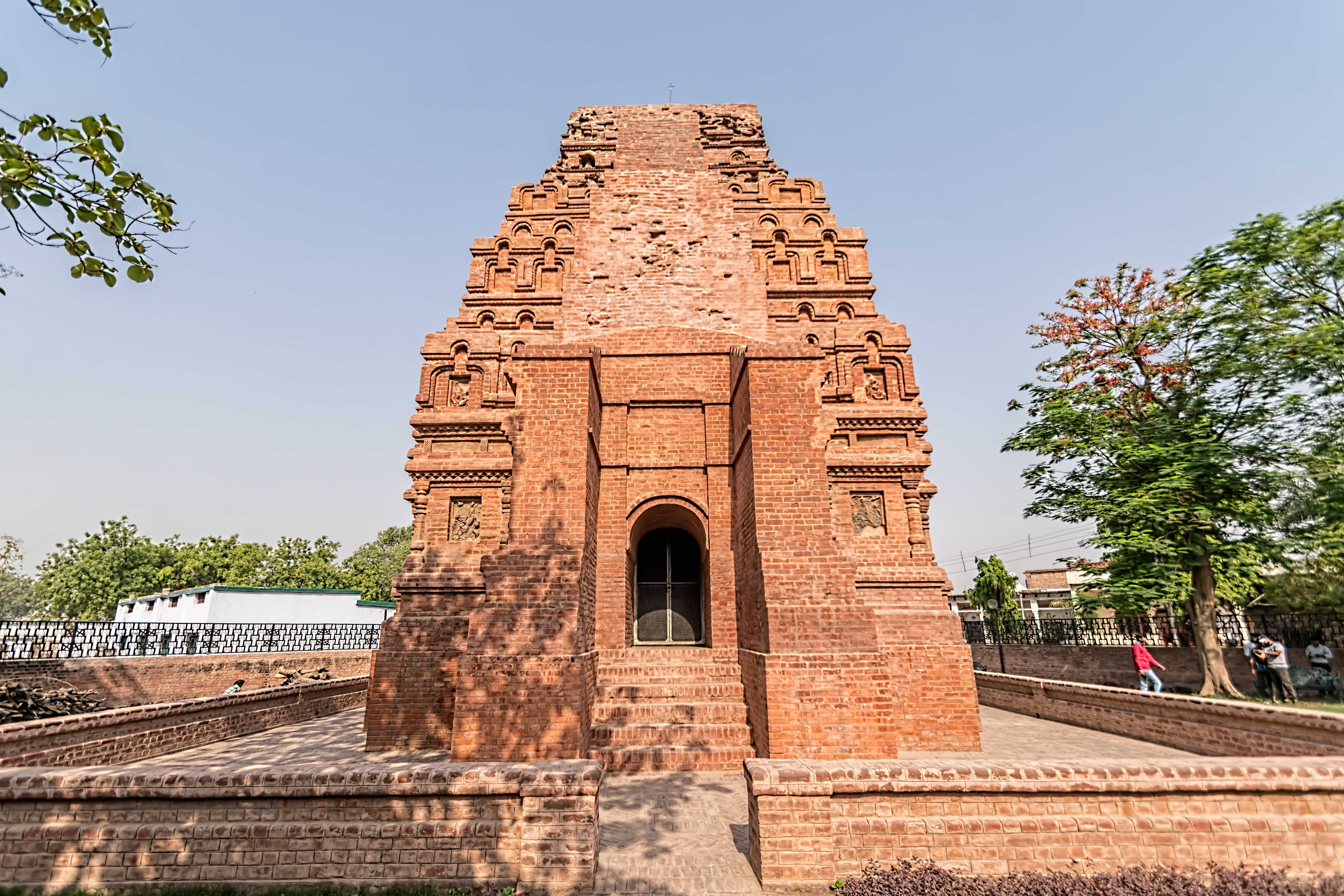
세계에서 가장 오래된 뾰족 아치의 예 중 하나를 보여주는 굽타 시대의 비타르가온 사원.
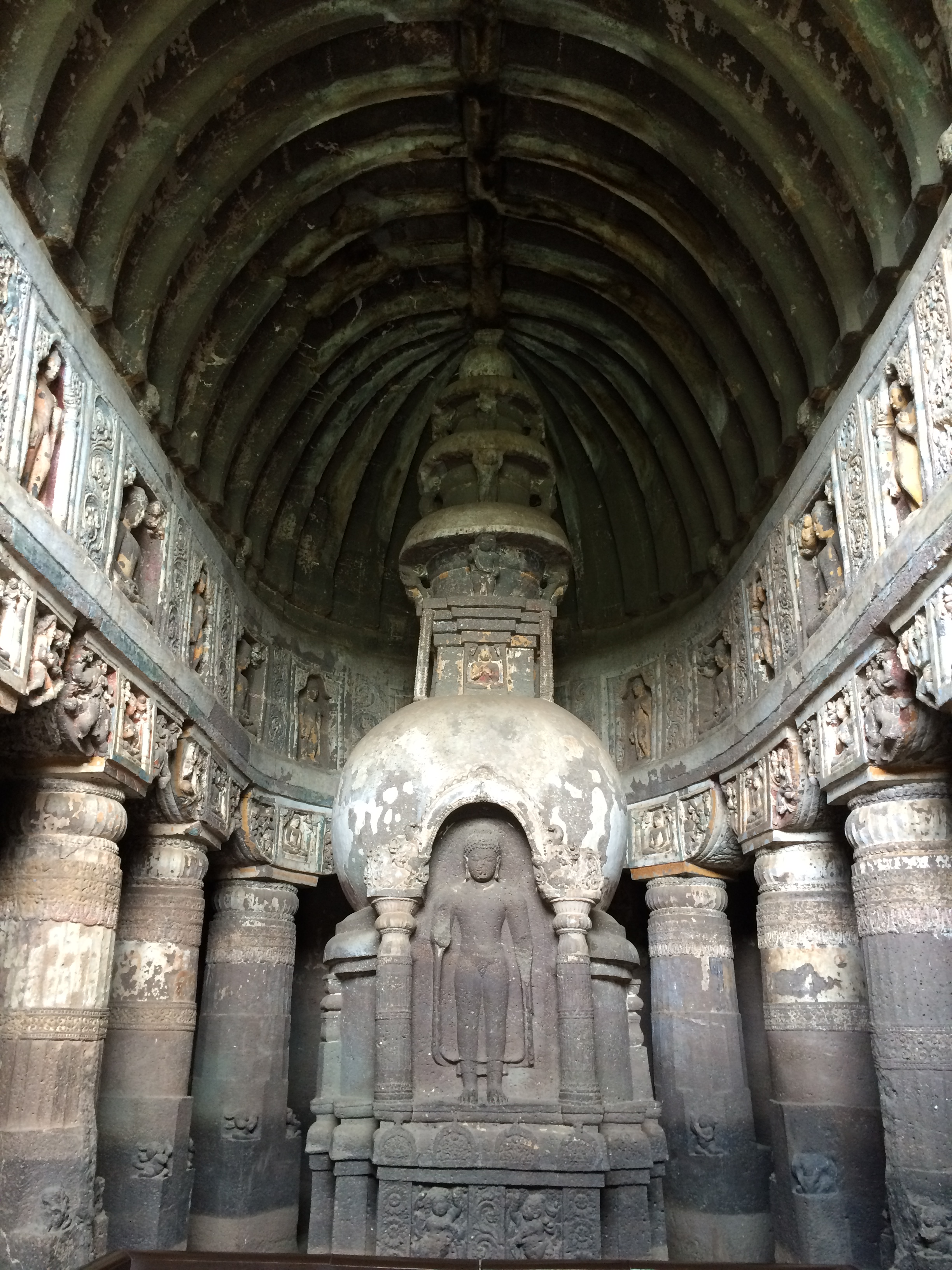
굽타 시대의 아잔타 석굴
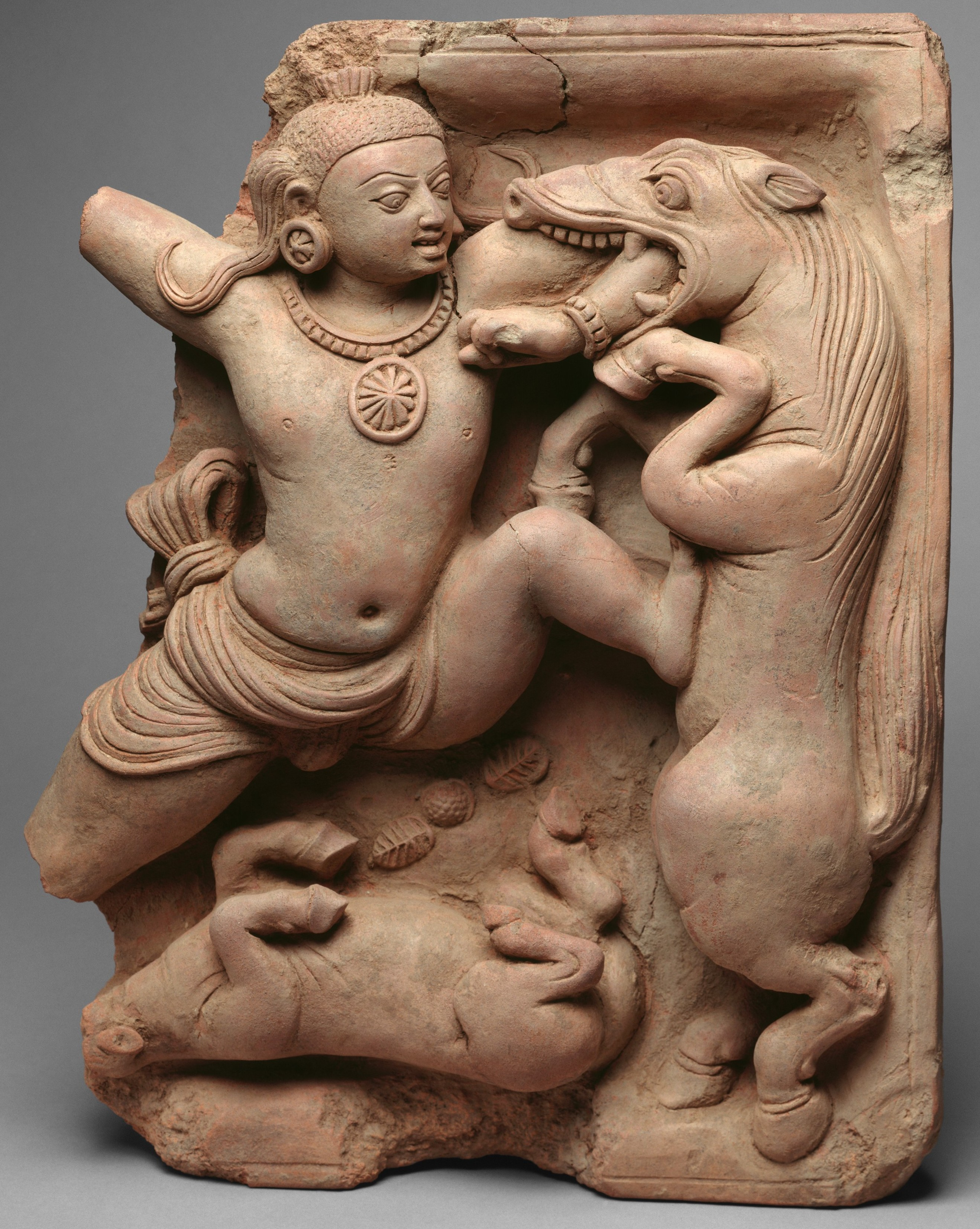
말 악마 케시와 싸우는 크리슈나, 서기 5세기

## 역대 군주
| 군주           | 군주 | 재위              | 비고 |
| -------------- | ---- | ----------------- | --- |
| 스리굽타       |      | 3세기 후반        | 왕조의 창시자. |
| 가토트카차     |      | 280/290년 ~ 319년 | |
| 찬드라굽타 1세 |      | 319년 ~ 335년     | 그의 칭호 마하라자디라자("대왕중왕")은 그가 왕조의 첫 번째 황제였음을 암시한다. 현대 역사가들 사이에서 널리 인정되는 이론은 리차비 공주 쿠마라데비와의 결혼이 그의 정치적 권력을 확장하는데 도움이 되었다는 것이지만 그가 어떻게 그의 작은 조상 왕국을 제국으로 바꾸었는지는 확실하지 않다.                                                                              |
| 사무드라굽타   |      | 335년 ~ 375년     | 그는 인도 북부의 여러 왕을 무찌르고 그들의 영토를 제국에 병합했다. 그는 또한 인도의 남동쪽 해안을 따라 행진하여 멀리 팔라바 왕국까지 진격했다. 또한 그는 여러 국경 왕국과 부족 과두국을 정복했다. 그의 제국은 서쪽의 라비강에서 동쪽의 브라마푸트라강까지, 북쪽의 히말라야 산기슭에서 남서쪽의 중앙 인도까지 확장되었다. 남동쪽 해안을 따라 여러 통치자가 그의 지류였다. |
| 카챠           |      | 4세기 중반        | 라이벌 형제/왕, 강탈자일 가능성이 있는 그를 통치자로 증명하는 동전이 있다. 사무드라굽타와 동일인일 가능성이 있다. |
| 라마굽타       |      |                   | |
| 찬드라굽타 2세 |      | 375년 ~ 415년     | 그의 아버지 사무드라굽타의 확장 정책을 계승: 역사적 증거에 따르면 그가 서사트라프를 무찌르고 서쪽의 인더스강 에서 동쪽의 벵골 지역까지, 북쪽의 히말라야 산기슭에서 남쪽의 나르마다강까지 굽타 제국을 확장했다. |
| 쿠마라굽타 1세 |      | 415년 ~ 455년     | 그는 서쪽의 구자라트에서 동쪽의 벵골 지역에 이르는 상속된 영토에 대한 통제권을 유지한 것으로 보인다. |
| 스칸다굽타     |      | 455년 ~ 467년     | 그는 굽타 가문의 몰락한 재산을 회복시켰다고 하며, 이는 그의 전임자의 말년 동안 제국이 아마도 푸시야미트라족이나 후나족에 대항하여 반격했을 수 있다는 주장으로 이어졌다. 그는 일반적으로 마지막 굽타 명군으로 간주된다. |
| 푸루굽타       |      | 467년 ~ 473년     | |
| 쿠마라굽타 2세 |      | 473년 ~ 476년     | |
| 부다굽타       |      | 476년 ~ 495년     | 그는 카나우지의 통치자들과 긴밀한 관계를 유지했으며 그들은 함께 북부 인도의 비옥한 평야에서 알촌훈을 물리치려고 했다. |
| 나라심하굽타   |      | 495년 ~ 530년     | |
| 쿠마라굽타 3세 |      | 530년 ~ 540년     | |
| 비슈누굽타     |      | 540년 ~ 550년     | |

### 인용주
1. ↑  찬드라굽타 1세 이전까지는 마하라자를 칭호로 사용함.

1. ↑  Although this characterisation has been disputed by D. N. Jha.[13]

### 참조주
1. 1 2  Sharma, R. S. (2005). 《India's Ancient Past》. UP therefore seems to have been the place from where the Guptas operated and fanned out in different directions. Probably with their centre of power at Prayag, they spread into the neighbouring regions.
2. 1 2  Chaurasia, Radhey Shyam (2002). 《History of Ancient India》. Atlantic Publishers & Dist. 160쪽. ISBN 978-81-269-0027-5. The original kingdom of the Guptas comprised Uttar Pradesh and Bihar. The early Gupta coins and inscriptions have been mainly found in Uttar Pradesh. It seems that the Guptas found out in different directions from Uttar Pradesh. The centre of their power was Prayag.
3. 1 2  Sharma, Tej Ram (1989). 《A Political History of the Imperial Guptas》. Concept Publishing Company. 39쪽. ISBN 978-81-7022-251-4. Prayaga region of the modern eastern Uttar Pradesh was the centre of power of the early Guptas
4. 1 2 3 4  Goyal, S. R. (1967). 《History Of The Imperial Guptas》. 210–213쪽. The capital of the Guptas was located somewhere in the eastern part of U. P. The evidence of the Puranas from which we learn that Prayāga was the nucleus of the original Gupta state, the incision of the prasasti of Samudragupta on a stone pillar at Prayāga, the discovery of several other early Gupta inscriptions and numerous hoards of coins from this area, and the possibility of the performance of Asvamedha at Prayāga by Samudragupta bring out the fact that at least in the early part of their history, the Guptas had their capital at Prayāga. [...] Later on, however, Ayodhyā was made the formal residence of the emperor, for, Paramartha, a Buddhist scholar of the Gupta age refers to this city as the capital of Vikramaditya i.e. Skandagupta who appointed Vasubandhu as the teacher of his crown-prince Bālāditya.
5. 1 2 3  Raychaudhuri, Hemchandra (2006). 《Political History of Ancient India》. Cosmo Publications. 496쪽. ISBN 978-81-307-0291-9. The importance of this identification lies in the fact that it proves that the immediate successors of Skanda Gupta had a capital at Ayodhyā probably till the rise of the Maukharis. If the spurious Gayā plate is to be believed Ayodhyā was the seat of a Gupta jaya-skandhāvāra, or 'camp of victory,' as early as the time of Samudra Gupta. The principal capital of Bālāditya and his successors appears to have been Kāśī.
6. 1 2 3  Mookerji, Radhakumud (1989). 《The Gupta Empire》. Motilal Banarsidass Publ. 52쪽. ISBN 978-81-208-0089-2. the successors of Chandra Gupta II set up their capital at Ayodhyā. It also appears from the Sarnath Stone inscription of Prakațāditya (Fleet, No. 79) that they had another capital at Kāśī.
7. 1 2  Hans T. Bakker (1982). “The rise of Ayodhya as a place of pilgrimage”. 《Indo-Iranian Journal》 24 (2): 105. doi:10.1163/000000082790081267. S2CID 161957449. During the reign of either the emperor Kumāragupta or, more probably, that of his successor Skandagupta (AD 455–467), the capital of the empire was moved from Pāțaliputra to Ayodhyā...
8. ↑  "Known by the term Dinars in early Gupta inscriptions, their gold coinage was based on the weight standard of the Kushans i.e. 8 gms/120 grains. It was replaced in the time of Skandagupta by a standard of 80 ratis or 144 grains" Vanaja, R. (1983). 《Indian Coinage》 (영어). National Museum.
9. ↑  Mookerji, Radhakumud (1997). 《The Gupta Empire》 (영어). Motilal Banarsidass Publ. 31쪽. ISBN 9788120804401.
10. ↑  Gupta inscriptions using the term "Dinara" for money: No 5-9, 62, 64 in Fleet, John Faithfull (1960). 《Inscriptions Of The Early Gupta Kings And Their Successors》.
11. ↑  《Gupta Dynasty – MSN Encarta》. 2009년 10월 29일에 원본 문서에서 보존된 문서.
12. ↑  N. Jayapalan, History of India, Vol.
13. ↑  Jha, D.N. (2002). 《Ancient India in Historical Outline》. Delhi: Manohar Publishers and Distributors. 149–73쪽. ISBN 978-81-7304-285-0.
14. 1 2  Raghu Vamsa v 4.60–75
15. 1 2 3 4 5 6 7 8 9 10 11 12 13 14 15 16 17 18 19 20  Ashvini Agrawal 1989.
16. 1 2 3  Upinder Singh 2017.
17. ↑  Gupta dynasty (Indian dynasty) 보관됨 30 3월 2010 - 웨이백 머신.
18. ↑  Keay, John (2000). 《India: A history》. Atlantic Monthly Press. 151–52쪽. ISBN 978-0-87113-800-2. Kalidasa wrote ... with an excellence which, by unanimous consent, justifies the inevitable comparisons with Shakespeare ... When and where Kalidasa lived remains a mystery. He acknowledges no links with the Guptas; he may not even have coincided with them ... but the poet's vivid awareness of the terrain of the entire subcontinent argues strongly for a Guptan provenance.
19. ↑  Vidya Dhar Mahajan 1990.
20. 1 2  Keay, John (2000). 《India: A history》. Atlantic Monthly Press. 132쪽. ISBN 978-0-87113-800-2. The great era of all that is deemed classical in Indian literature, art and science was now dawning. It was this crescendo of creativity and scholarship, as much as ... political achievements of the Guptas, which would make their age so golden.
21. ↑  Gupta dynasty: empire in 4th century 보관됨 30 3월 2010 - 웨이백 머신.
22. 1 2 3 4 5  J.C. Harle 1994.
23. ↑  Trade | The Story of India – Photo Gallery 보관됨 28 3월 2010 - 웨이백 머신.
24. ↑  Dikshitar, V. R. Ramachandra (1993). 《The Gupta Polity》 (영어). Motilal Banarsidass Publ. ISBN 978-81-208-1024-2. 2020년 8월 2일에 원본 문서에서 보존된 문서. 2020년 7월 1일에 확인함.
25. ↑  Nath sen, Sailendra (1999). 《Ancient Indian History and Civilization》. Routledge. 227쪽. ISBN 9788122411980. 2021년 5월 7일에 원본 문서에서 보존된 문서. 2020년 8월 30일에 확인함.
26. ↑  Grousset, Rene (1970). 《The Empire of the Steppes》. Rutgers University Press. 69쪽. ISBN 978-0-8135-1304-1.
27. 1 2 3 4  Dilip Kumar Ganguly 1987.
28. 1 2 3 4 5 6 7 8 9 10 11 12 13 14 15 16  Tej Ram Sharma 1989.
29. ↑  Dani, Ahmad Hasan; Litvinsky, B. A. (1996). 《History of Civilizations of Central Asia: The crossroads of civilizations, A.D. 250 to 750》 (영어). UNESCO. 185쪽. ISBN 978-92-3-103211-0. 2022년 5월 20일에 원본 문서에서 보존된 문서. 2017년 7월 24일에 확인함. On the basis of...historians have now come to accept the lower doab region as the original homeland of the Guptas.
30. ↑  R. S. Sharma (2003). 《Early Medieval Indian Society: A Study in Feudalisation》. Orient Longman. ISBN 9788125025238. 2021년 3월 26일에 원본 문서에서 보존된 문서. 2019년 6월 26일에 확인함.
31. 1 2 3 4 5 6 7  R.C. Majumdar 1981.
32. ↑  Regmi, D. R. (1983). 《Inscriptions of Ancient Nepal》 (영어). Abhinav Publications. ISBN 978-0-391-02559-2. 2022년 9월 27일에 원본 문서에서 보존된 문서. 2022년 7월 9일에 확인함.
33. ↑  Saraswati, Prakashanand. 《The True History and the Religion of India: A Concise Encyclopedia of Authentic Hinduism》 (영어). Motilal Banarsidass Publ. ISBN 978-81-208-1789-0.
34. ↑  “The Gupta Empire | Boundless World History”. 《courses.lumenlearning.com》. 2020년 12월 28일에 원본 문서에서 보존된 문서. 2021년 1월 30일에 확인함.
35. ↑  Majumdar, Ramesh Chandra; Altekar, Anant Sadashiv (1967). 《Vakataka - Gupta Age Circa 200-550 A.D.》. Motilal Banarsidass Publ. 145쪽. ISBN 9788120800267.
36. Schwartzberg, Joseph E. (1978). 《A Historical atlas of South Asia》. Chicago: University of Chicago Press. 145, map XIV.1 (j); p.25쪽. ISBN 0226742210. 2021년 2월 24일에 원본 문서에서 보존된 문서. 2022년 2월 12일에 확인함.
37. ↑  Schwartzberg, Joseph E. (1978). 《A Historical atlas of South Asia》. Chicago: University of Chicago Press. 145, map XIV.1 (j); p.25쪽. ISBN 0226742210. 2021년 2월 24일에 원본 문서에서 보존된 문서. 2022년 2월 12일에 확인함.
38. ↑  Fleet, John Faithfull (1888). 《Corpus Inscriptionum Indicarum Vol. 3》. 6–10쪽.
39. ↑  Shankar Goyal 2001.
40. ↑  Smith, Vincent Arthur (1911). 《A history of fine art in India and Ceylon, from the earliest times to the present day》. Oxford: Clarendon Press. 170–171쪽.
41. ↑  김형준 (2006년 7월 25일). 《이야기 인도사이야기 역사 시리즈》. 청아출판사. ISBN 978-89-368-2067-1.
42. ↑  Bajpai, K.D. (2004). 《Indian Numismatic Studies》. New Delhi: Abhinav Publications. 120–21쪽. ISBN 978-81-7017-035-8. 2016년 5월 4일에 원본 문서에서 보존된 문서. 2015년 10월 25일에 확인함.
43. 1 2 3  H.C. Raychaudhuri 1923.
44. ↑  “Annual Report Of Mysore 1886 To 1903”.
45. ↑  “HALDEIKISH, Sacred Rocks of Hunza”. 《Hunza Bytes》 (영어). 2021년 5월 13일에 원본 문서에서 보존된 문서. 2020년 10월 20일에 확인함.
46. ↑  Singh, Upinder (2008). 《A History of Ancient and Early Medieval India: From the Stone Age to the 12th Century》 (영어). Pearson Education India. 480쪽. ISBN 978-81-317-1120-0. 2022년 3월 18일에 원본 문서에서 보존된 문서. 2021년 5월 3일에 확인함.
47. ↑  Wolpert, Stanley (1993). 《India》. Oxford University Press.
48. ↑  ata shrivikramadityo helya nirjitakhilah Mlechchana Kamboja.
49. ↑  Kathasritsagara 18.1.76–78
50. ↑  Cf:"In the story contained in Kathasarit-sagara, king Vikarmaditya is said to have destroyed all the barbarous tribes such as the Kambojas, Yavanas, Hunas, Tokharas and the, National Council of Teachers of English Committee on Recreational Reading – Sanskrit language.
51. 1 2  Fa-hsien, ca 337-ca 422; Legge, James (1886). 《A record of Buddhistic kingdoms; being an account by the Chinese monk Fâ-Hien of his travels in India and Ceylon, A.D. 399-414, in search of the Buddhist books of discipline. Translated and annotated with a Corean recension of the Chinese text》. Robarts - University of Toronto. Oxford Clarendon Press.
52. ↑  Prasanna Rao Bandela (2003). 《Coin splendour: a journey into the past》. Abhinav Publications. 112–쪽. ISBN 978-81-7017-427-1. 2013년 5월 29일에 원본 문서에서 보존된 문서. 2011년 11월 21일에 확인함.
53. ↑  "Evidence of the conquest of Saurastra during the reign of Chandragupta II is to be seen in his rare silver coins which are more directly imitated from those of the Western Satraps... they retain some traces of the old inscriptions in Greek characters, while on the reverse, they substitute the Gupta type (a peacock) for the chaitya with crescent and star." in Rapson "A catalogue of Indian coins in the British Museum.
54. ↑  Virji, krishnakumari J. (1952). 《Ancient History Of Saurashtra》. 225쪽.
55. ↑  History of Civilizations of Central Asia, Ahmad Hasan Dani, B.A. Litvinsky, UNESCO pp. 119–
56. ↑  “Nalanda University Ruins | Nalanda Travel Guide | Ancient Nalanda Site”. 《Travel News India》 (미국 영어). 2016년 10월 5일. 2017년 2월 11일에 원본 문서에서 보존된 문서. 2017년 2월 20일에 확인함.
57. ↑  “Jain shrines”. Uttar Pradesh Tourism. 2020년 9월 25일에 원본 문서에서 보존된 문서. 2020년 9월 17일에 확인함.
58. 1 2  The Huns, Hyun Jin Kim, Routledge, 2015 pp. 50–
59. ↑  Sachchidananda Bhattacharya, Gupta dynasty, A dictionary of Indian history, (George Braziller, Inc., 1967), 393.
60. ↑  "The Alchon Huns....established themselves as overlords of northwestern India, and directly contributed to the downfall of the Guptas" in Neelis, Jason (2010). 《Early Buddhist Transmission and Trade Networks: Mobility and Exchange Within and Beyond the Northwestern Borderlands of India》 (영어). BRILL. 162쪽. ISBN 9789004181595. 2022년 1월 3일에 원본 문서에서 보존된 문서. 2019년 5월 20일에 확인함.
61. ↑  , Royal Netherlands Academy of Arts and Sciences |제목=이(가) 없거나 비었음 (도움말)
62. ↑  Ancient Indian History and Civilization by Sailendra Nath Sen p. 220
63. ↑  Encyclopaedia of Indian Events & Dates by S B. Bhattacherje p.
64. ↑  Columbia Encyclopedia
65. 1 2 3 4 5  The First Spring: The Golden Age of India by Abraham Eraly pp. 48– 보관됨 5 1월 2020 - 웨이백 머신
66. ↑  Ancient Indian History and Civilization by Sailendra Nath Sen p. 221
67. ↑  A Comprehensive History Of Ancient India p. 174
68. ↑  Longman History & Civics ICSE 9 by Singh p. 81
69. ↑  Singh, Upinder (2008). 《A History of Ancient and Early Medieval India: From the Stone Age to the 12th Century》. New Delhi: Pearson Education. 480쪽. ISBN 978-81-317-1677-9. 2016년 12월 20일에 원본 문서에서 보존된 문서. 2015년 10월 25일에 확인함.
70. ↑  Corpus Inscriptionum Indicarum Vol.3 (inscriptions of the Early Gupta Kings) p. 362
71. 1 2  Indian Esoteric Buddhism: Social History of the Tantric Movement by Ronald M. Davidson p. 31 보관됨 7 1월 2020 - 웨이백 머신
72. ↑  “Deluge drowned mighty Guptas: Study”. 《The Telegraph》 (영어). Kolkota. 2019년 8월 19일에 원본 문서에서 보존된 문서. 2019년 8월 19일에 확인함.
73. 1 2 3  Ray, Himanshu Prabha (2019). 《Negotiating Cultural Identity: Landscapes in Early Medieval South Asian History》 (영어). Taylor & Francis. 161–164쪽. ISBN 9781000227932. 2022년 5월 20일에 원본 문서에서 보존된 문서. 2022년 9월 27일에 확인함.
74. ↑  Tripathi, Rama S. (1989). 《History of Kanauj: To the Moslem Conquest》 (영어). Motilal Banarsidass Publ. 45 Note 1쪽. ISBN 9788120804043. 2022년 4월 17일에 원본 문서에서 보존된 문서. 2022년 9월 27일에 확인함.
75. 1 2 3  김형준 (2006년 7월 25일). 《이야기 인도사이야기 역사 시리즈》. 청아출판사. 185쪽. ISBN 978-89-368-2067-1.
76. ↑  김형준 (2006년 7월 25일). 《이야기 인도사이야기 역사 시리즈》. 청아출판사. 186쪽. ISBN 978-89-368-2067-1.
77. ↑  김형준 (2006년 7월 25일). 《이야기 인도사이야기 역사 시리즈》. 청아출판사. 186-187쪽. ISBN 978-89-368-2067-1.
78. 1 2  김형준 (2006년 7월 25일). 《이야기 인도사이야기 역사 시리즈》. 청아출판사. 186쪽. ISBN 978-89-368-2067-1.
79. ↑  Dandekar, R. N. (1960). “Some Aspects of the Gupta Civilization: Economic Conditions”. 《Bulletin of the Deccan College Research Institute》 20 (1/4): 108–115. ISSN 0045-9801. JSTOR 42929739.
80. ↑  Kumar, Sanjeev (2024년 7월 18일). 《Treasures of the Gupta Empire: A Numismatic History of the Golden Age of India》 (영어) 2판. Archaeopress Publishing Ltd. 196쪽. ISBN 978-1-80327-796-7. In the Allahabad Pillar Inscription, line 28, Śrīgupta is referred to as "the prosperous Mahārāja Śrīgupta." As a minor ruler of a small territory primarily centered around Kāśī (present day Vārāņasī), it is possible that he would have issued only coins in silver for local consumption.
81. ↑  김형준 (2006년 7월 25일). 《이야기 인도사이야기 역사 시리즈》. 청아출판사. 187쪽. ISBN 978-89-368-2067-1.
82. ↑  Nath sen, Sailendra (1999). 《Ancient Indian History and Civilization》. Routledge. 235쪽. ISBN 9788122411980. 2022년 9월 27일에 원본 문서에서 보존된 문서. 2020년 9월 21일에 확인함.
83. 1 2 3 4  김형준 (2006년 7월 25일). 《이야기 인도사이야기 역사 시리즈》. 청아출판사. 190쪽. ISBN 978-89-368-2067-1.
84. ↑  Roy, Kaushik (2015). 《Warfare in Pre-British India, 1500 BCE to 1740 CE》. Routledge. 56쪽. ISBN 978-1-315-74270-0. 2021년 7월 9일에 원본 문서에서 보존된 문서. 2020년 8월 8일에 확인함.
85. ↑  Ganguly, Dilip Kumar (1987). 《The Imperial Guptas and Their Times》. Abhinav Publications. 92쪽. ISBN 9788170172222. 2020년 8월 14일에 원본 문서에서 보존된 문서. 2018년 8월 29일에 확인함.
86. ↑  Roy, Kaushik (2015). 《Warfare in Pre-British India, 1500 BCE to 1740 CE》. Routledge. 57쪽. ISBN 978-1-315-74270-0. 2021년 7월 9일에 원본 문서에서 보존된 문서. 2020년 8월 8일에 확인함.
87. ↑  Majumdar, Bimal Kanti (1960). 《The military system in ancient India》 2판. Firma K.L. Mukhopadhyay. 118쪽.
88. ↑  Vasudev Vishnu Mirashi and Narayan Raghunath Navlekar (1969). 《Kālidāsa; Date, Life, and Works》. Popular Prakashan. 1–35쪽. ISBN 9788171544684.
89. ↑  Ram Gopal. p.14
90. ↑  C. R. Devadhar (1999). 《Works of Kālidāsa》 1. Motilal Banarsidass. vii–viii쪽. ISBN 9788120800236.
91. ↑  Gaurīnātha Śāstrī (1987). 《A Concise History of Classical Sanskrit Literature》. Motilal Banarsidass. 77–78쪽. ISBN 978-81-208-0027-4.
92. ↑  Roy, Kaushik (2015). 《Warfare in Pre-British India, 1500 BCE to 1740 CE》. Routledge. 58쪽. ISBN 978-1-315-74270-0. 2021년 7월 9일에 원본 문서에서 보존된 문서. 2020년 8월 8일에 확인함.
93. ↑  Kale, Moreshwar Ramchandra (1922). 《The Raghuvamsa of Kalidasa》. Canto IV: P.S. Rege.
94. ↑  Bimal Kanti Majumdar (1949). “Military Pursuits and National Defence Under the Second Magadhan Empire”. 《Proceedings of the Indian History Congress》 12: 105–109. JSTOR 44140516.
95. ↑  김형준 (2006년 7월 25일). 《이야기 인도사이야기 역사 시리즈》. 청아출판사. 196쪽. ISBN 978-89-368-2067-1.
96. ↑  김형준 (2006년 7월 25일). 《이야기 인도사이야기 역사 시리즈》. 청아출판사. 195-196쪽. ISBN 978-89-368-2067-1.
97. ↑  김형준 (2006년 7월 25일). 《이야기 인도사이야기 역사 시리즈》. 청아출판사. 196쪽. ISBN 978-89-368-2067-1.
98. ↑  김형준 (2006년 7월 25일). 《이야기 인도사이야기 역사 시리즈》. 청아출판사. 194쪽. ISBN 978-89-368-2067-1.
99. 1 2 3 4  김형준 (2006년 7월 25일). 《이야기 인도사이야기 역사 시리즈》. 청아출판사. 195쪽. ISBN 978-89-368-2067-1.
100. ↑  Adas 2001, 2341쪽.
101. ↑  Adas 2001, 311쪽.
102. ↑  Buddhist Monks And Monasteries Of India: Their History And Contribution To Indian Culture. by Dutt, Sukumar. George Allen and Unwin Ltd, London 1962. pg 352-3
103. ↑  Ingalls, Daniel H. H. (1976). “Kālidāsa and the Attitudes of the Golden Age”. 《Journal of the American Oriental Society》 96 (1): 15–26. doi:10.2307/599886. ISSN 0003-0279. JSTOR 599886.
104. ↑  Yau, Shing-Tung (2013). “The Past, Present and Future of Mathematics in China and India”. 《Notices of the International Congress of Chinese Mathematicians》 1 (2): 95–108. doi:10.4310/iccm.2013.v1.n2.a11. ISSN 2326-4810.
105. ↑  Deva Shastri, Pundit Bapu (1861). 《Translation of the Surya Siddhanta》. 15–16쪽.
106. ↑  George. Ifrah (1998). 《A Universal History of Numbers: From Prehistory to the Invention of the Computer》. London: John Wiley & Sons.
107. ↑  Boyer, Carl B. (1991). 〈The Mathematics of the Hindus〉. 《A History of Mathematics》 Seco판. John Wiley & Sons, Inc. 207쪽. ISBN 0-471-54397-7. He gave more elegant rules for the sum of the squares and cubes of an initial segment of the positive integers. The sixth part of the product of three quantities consisting of the number of terms, the number of terms plus one, and twice the number of terms plus one is the sum of the squares. The square of the sum of the series is the sum of the cubes.
108. ↑  김형준 (2006년 7월 25일). 《이야기 인도사이야기 역사 시리즈》. 청아출판사. 214쪽. ISBN 978-89-368-2067-1.
109. ↑  A.M. Shastri 1991, 4쪽.
110. 1 2  Ikeyama, Setsuro (2007), 〈Yativṛṣabha〉,   Hockey, Thomas; Trimble, Virginia; Williams, Thomas R.; Bracher, Katherine, 《The Biographical Encyclopedia of Astronomers》 (영어), New York, NY: Springer, 1251쪽, doi:10.1007/978-0-387-30400-7_1513, ISBN 978-0-387-30400-7, 2021년 5월 5일에 확인함
111. ↑  Singh, Parmanand (1985). “The so-called fibonacci numbers in ancient and medieval India”. 《Historia Mathematica》 12 (3): 229–244. doi:10.1016/0315-0860(85)90021-7.
112. ↑  Roshen Dalal (2010). 《Hinduism: An Alphabetical Guide》. Penguin Books. 89쪽. ISBN 978-0-14-341421-6.
113. ↑  Hayashi (2008), Aryabhata I
114. ↑  Indian Astronomy. (2013). In D. Leverington, Encyclopedia of the history of Astronomy and Astrophysics. Cambridge, United Kingdom: Cambridge University Press. Retrieved from http://search.credoreference.com/content/entry/cupaaa/indian_astronomy/0
115. ↑  Thomas Khoshy, Elementary Number Theory with Applications, Academic Press, 2002, p. 567. ISBN 0-12-421171-2
116. ↑  Abraham (2008)
117. ↑  김형준 (2006년 7월 25일). 《이야기 인도사이야기 역사 시리즈》. 청아출판사. 216쪽. ISBN 978-89-368-2067-1.
118. ↑  Champaneria, Manish C.; Workman, Adrienne D.; Gupta, Subhas C. (July 2014). “Sushruta: Father of Plastic Surgery”. 《Annals of Plastic Surgery》 73 (1): 2–7. doi:10.1097/SAP.0b013e31827ae9f5. PMID 23788147.
119. 1 2  On the Corrosion Resistance of the Delhi Iron Pillar, R. Balasubramaniam, Corrosion Science, Volume 42 (2000) pp. 2103 to 2129. Corrosion Science is a publication specialized in corrosion science and engineering.
120. 1 2  Yoshio Waseda; Shigeru Suzuki (2006). 《Characterization of corrosion products on steel surfaces》. Springer. vii쪽. ISBN 978-3-540-35177-1.
121. 1 2  Lakwete, 1–6.
122. ↑  Murray, H.J.R. (1913). 《A History of Chess》. Benjamin Press (originally published by Oxford University Press). ISBN 978-0-936317-01-4. OCLC 13472872.
123. 1 2 3  A History of Ancient and Early Medieval India by Upinder Singh p. 521
124. 1 2 3  The Gupta Empire by Radhakumud Mookerji pp. 133– 보관됨 17 12월 2019 - 웨이백 머신
125. ↑  Newitz, Annalee (2016년 1월 25일). “The caste system has left its mark on Indians' genomes”. 《Ars Technica》. 2021년 6월 8일에 원본 문서에서 보존된 문서. 2021년 6월 8일에 확인함.
126. ↑  Sankalia, Hasmukhlal Dhirajlal (1934). 《The University of Nālandā》. B.G. Paul & co. ISBN 9781014542144. 2017년 3월 10일에 원본 문서에서 보존된 문서. 2017년 7월 27일에 확인함.
127. ↑  Sukumar Dutt (1988) [First published in 1962]. 《Buddhist Monks And Monasteries of India: Their History And Contribution To Indian Culture》. George Allen and Unwin Ltd, London. ISBN 978-81-208-0498-2. 2017년 3월 10일에 원본 문서에서 보존된 문서. 2017년 7월 27일에 확인함.
128. ↑  김형준 (2006년 7월 25일). 《이야기 인도사이야기 역사 시리즈》. 청아출판사. 210쪽. ISBN 978-89-368-2067-1.

## 참고 문헌
- Ashvini Agrawal (1989). 《Rise and Fall of the Imperial Guptas》. Motilal Banarsidass. ISBN 978-81-208-0592-7.
- Dilip Kumar Ganguly (1987). 《The Imperial Guptas and Their Times》. Abhinav. ISBN 978-81-7017-222-2.
- H.C. Raychaudhuri (1923). 《Political History of Ancient India: From the Accession of Parikshit to the Extinction of the Gupta Dynasty》. University of Calcutta. ISBN 978-1-4400-5272-9.
- J.C. Harle (1994). 《The Art and Architecture of the Indian Subcontinent》. Yale University Press. ISBN 978-0-300-06217-5.
- R.C. Majumdar (1981). 《A Comprehensive History of India》. 3, Part I: A.D. 300-985. Indian History Congress / People's Publishing House. 17–52쪽. OCLC 34008529.
- Shankar Goyal (2001). 《Problems of Ancient Indian History: New Perspectives and Perceptions》. Book Enclave. ISBN 978-81-87036-66-1.
- Tej Ram Sharma (1989). 《A Political History of the Imperial Guptas: From Gupta to Skandagupta》. Concept. ISBN 978-81-7022-251-4.
- Vidya Dhar Mahajan (1990). 《A History of India》. State Mutual Book & Periodical Service. ISBN 978-0-7855-1191-5.
- Upinder Singh (2017). 《Political Violence in Ancient India》. Harvard University Press. ISBN 978-0-674-98128-7.
- 김형준 (2006). 《이야기 인도사 - 인더스 문명부터 식민통치 시대까지》. 청아출판사. ISBN 9788936803513.